# Богородица
Богоро́дица (греч. Θεοτόκος), Богома́терь, Де́ва Мари́я, Пресвята́я Де́ва, Мадо́нна (~ третья четверть I века до н. э. — ~ середина I века н. э.; арам., др.-евр. מרים‬ — Мирья́м, обычно переводится как сильная, прекрасная, а также как Госпожа) — в христианстве мать Иисуса Христа, одна из самых почитаемых личностей и величайшая из святых (для тех христианских конфессий, в которых почитаются святые). В исторических церквях и ряде других почитается как Матерь Божия и Царица Небесная (лат. Regina Caeli).
В христианских представлениях иудейская девственница, которая без разрушения своей девственности чудесным образом зачала посредством Святого Духа и родила Иисуса Христа. Согласно начальным частям Евангелия от Матфея и Евангелия от Луки (Мф. 1:16—25 и Лк. 1:26—56, Лк. 2:1—7), она была галилеянской девушкой из Назарета, обручённой с Иосифом.
Чудо на свадьбе в Кане Галилейской, где по просьбе Марии Иисус претворил воду в вино (Ин. 2, 1—10), согласно православной и католической традиции, открыло нескончаемые милости, из века в век оказываемые Христом по молитвам Богоматери, почитаемой как ходатаица, молебница и заступница за людей во всех их нуждах.
Мариам (араб. مريم‎) — единственная женщина, упомянутая по имени в Коране (сура № 19). Она чудесным образом родила Божьего посланника и пророка Ису. В исламе известна как Мариам бинт ‘Имран (Мариам, дочь Имрана) и почитается как одна из самых праведных женщин.

## Именования

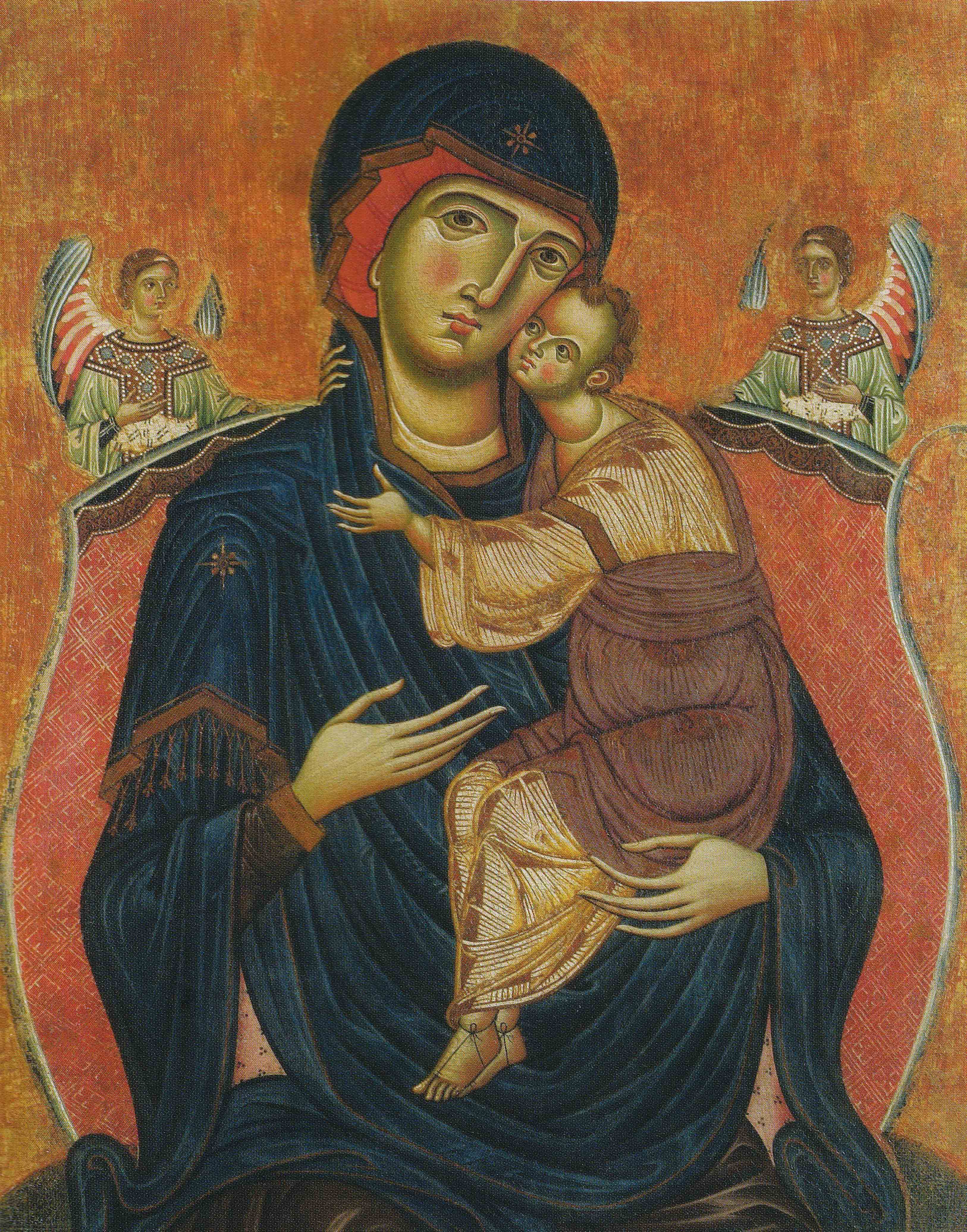
Дева Мария с Младенцем и ангелами
(Мелиоре ди Якопо, 1270—1280)

В Библии нет термина Богородица, а Мария называется по имени.
Мать Иисуса (рус. Мари́я от греч. Μαρία; Μαρία или Μαριάμ — передача арам. marjam из евр. mirjam) носила еврейское личное имя Миръя́м, др.-евр. מרים‬ (предпол. «горечь, возмущение»). В Пятикнижии это имя носит сестра Моисея и Аарона. Также существует предположение, что имя могло произойти от евр. корня MRH, что значит «быть тучным», в переосмыслении — «сильная», «прекрасная»; ср. также корень MRR («быть Богородица, Богоматерь, Дева Мария (Мариам, от евр. корня MRH „быть тучным“, взятом в переносном смысле — „сильная“, „прекрасная“), Мадонна — земная мать Иисуса Христа.}}.
Во 2-й главе Евангелия от Иоанна Мария называется матерью Иисуса (Иоанна. 2:1).
В западной традиции основным наименованием матери Иисуса являются производные от лат. Virgo Maria («Дева Мария»): англ. Mary, валл. Y Forwyn Fair, словац. Panna Mária, словен. Devica Marija, фин. Neitsyt Maria, швед. Jungfru Maria.
По личному имени мать Иисуса называется также в странах исламской традиции: араб. مريم‎, тур. Meryem.
В православных церквях наиболее распространены названия, восходящие к греч. Θεοτόκος: слав. Богородица (и, соответственно, русск., болг. , серб. Богородица, укр. Богородиця, бел. Багародзіца); груз. ღვთისმშობელი — гвтисмшобели; рум. Născătoare de Dumnezeu. Ср. также лат. Deipara, эсп. Dipatrino, англ. Theotokos. Полное же именование Богородицы в православной традиции — Пресвятая Владычица наша Богородица и Приснодева Мария (др.-греч. Ὑπεραγία δεσποινίς ἡμῶν Θεοτόκος καὶ ἀειπαρθένος Μαρία, церк.-слав. Прест҃а́ѧ влⷣчица на́ша бцⷣа и҆ прⷭ҇нод҃ва мр҃і́а).
По свидетельству церковного историка Сократа Схоластика, Дева Мария была названа «Богородица» в сочинении Оригена (середина III века): «Ориген в первом томе толкований на Послание апостола Павла к Римлянам, объявил, почему она называется Богородицей, и подробно исследовал этот предмет», однако это сочинение не сохранилось. Олег Давыденков предполагает, что термин «Богородица» появился в Александрийской школе и не раньше III века.
В католической традиции встречается также наименование Мадо́нна (итал. Madonna, сокр. от итал. Mia Donna («моя Госпожа»), фр. Notre Dame, англ. Our Lady).

### В крупнейших христианских конфессиях
Мария в крупнейших христианских конфессиях именуется следующим образом:
- Де́ва (др.-греч. Παρθένος — «дева»), потому что так она названа ангелом в Евангелии Лк. 1:26—38.
- Богоро́дица (др.-греч. Θεοτόκος, от Θεός — «Бог» + τόκος — «рождение»), потому что от неё в облике человека рождается Бог-Слово (Ин. 1:1-14) — Сын Божий, которого крупнейшие церкви христианского мира считают всемогущим Богом. При этом Дева Мария не родила саму божественную природу — ведь такая природа вечна и не может претерпеть рождения во времени[18], — а стала матерью лишь тела Сына Божьего[19]. Наименование «Богородица» было утверждено Третьим Вселенским Собором[20]; в Согласительном исповедании 433 года сказано: «Сообразно с этой мыслию о неслиянном единении мы исповедуем святую Деву — Богородицей»; термин «Богородица» употреблён в текстах догматов Четвёртого и Седьмого Вселенских соборов[21]. См. Богоматеринство.
- Присноде́ва (др.-греч. Ἀειπαρθένος, от ἀεί — «всегда, постоянно» + παρθένος — «дева»), потому как, в первую очередь согласно католико-православным традициям, Мария являлась девственной до, во время и после рождения Иисуса[2]. Евангелия от Луки и Матфея сообщают о девственности Марии лишь до рождения Христа, а также в них и Евангелии Марка упоминаются братья и сёстры Иисуса (Мк. 3:32, 6:3; Мф. 12:46, 13:55, 56; Лк. 8:19); впрочем, современные церкви не приходят к согласию, кем была их мать, а на основе Священного Предания была принята доктрина о вечной девственности Марии. Эта доктрина, или «post partum», отрицавшаяся Тертуллианом и Иовинианом, была решительно защищена позднейшими ортодоксами, в результате чего был выработан термин Приснодева, закреплённый на Пятом Вселенском соборе в Константинополе[2]. Начиная с IV века общепринятыми становятся формулы, подобные августиновской: «Девой зачала, девой родила, девой осталась». Учение о приснодевственности Марии впервые было выдвинуто в ответ на отрицание её девственности некоторыми гностиками, в частности Керинфом около 100 года, и языческими критиками типа Цельса[2]. Однако при этом речь шла не только о самой непорочности зачатия, но и о сохранении девственности при и после рождения. В католической церкви метафизичность рождения Иисуса без разрушения девственности Марии была подтверждена энцикликой Папы Пия XII «Mystici corporis Christi»[2].

## Формирование образа
В исторической науке XIX века господствовал подход мифологической школы, согласно которому почитание Богородицы связывалось с проявлением в религиозных представлениях ранних христиан архетипического культа Богини-матери, восходившего к женским божествам политеистических религий древности (Исида, древнегреческий пантеон или индийский шактизм).
Жизнеописание Иисуса в христианстве построено в качестве реализации предсказаний библейских пророков. Архангел Гавриил сообщил матери Иисуса о предстоящем его рождении (Лк. 1:26—38) в духе предсказания пророка Исаии иудейскому царю Ахазу (сделанному в связи с грядущем избавлением Иудеи от врагов) о том, что «молодая женщина забеременеет, родит сына и наречёт его именем Иммануэль», что на иврите значит «с нами Бог» (Ис. 7:14). В христианской Библии «молодая женщина» (на иврите алма) переведено как «дева».
Согласно христианскому вероучению, появление Иисуса представляет собой исполнение ветхозаветного пророчества о Мессии (Сыне Божием) и Иисус был непорочно рождён от Святого Духа Девой Марией в Вифлееме. Отцы Церкви считали, что фраза пророка Исаии в Переводе семидесяти относится к Иисусу Христу:

Итак Сам Господь даст вам знамение: се, Дева во чреве приимет и родит Сына, и нарекут имя Ему: Еммануил.
— Ис. 7:14, Синодальный перевод
Оригинальный текст (др.-греч.)διὰ τοῦτο δώσει κύριος αὐτὸς ὑμῖν σημεῖον· ἰδοὺ ἡ παρθένος ἐν γαστρὶ ἕξει καὶ τέξεται υἱόν, καὶ καλέσεις τὸ ὄνομα αὐτοῦ Εμμανουηλ·

Святители Василий Великий, Кирилл Иерусалимский, блаженные Феофилакт Болгарский и Иероним Стридонский считали мессианскую интерпретацию верной, так как рождение названо знамением, следовательно оно должно быть необычайным и пришествием Еммануила.
Иудаисты утверждают, что вышеупомянутая глава не о Деве и Мессии, а о жене и сыне Исаии соответственно. Иудеи также оспаривают перевод слов Исаии в Евангелии от Матфея, говоря, что на иврите написано «молодая женщина» (алма) с определённым артиклем, а не «девственница» (ивр. בְּתוּלָה, bethulah) с неопределённым. В греческом переводе Книги Исаии использовано слово παρθένος, которое во времена написания Евангелия обычно означало девственницу, однако иногда это слово просто означает «молодая женщина».
Современный американский библеист Барт Эрман считает, что когда автор Евангелия от Матфея привёл этот ветхозаветный стих в Евангелии (Мф. 1:22, 23), то применил к греческому тексту более распространённое в его время значение слова παρθένος, решив, что Книга Исаии говорит не о ребёнке, рождённом при жизни Исаии, а о будущем ребёнке, который должен родиться от девственницы. Он считает, что Исаия имел в виду именно «молодую женщину», и приводит такой перевод второй части фразы: «молодая женщина зачала и родит сына», то есть стих, по его мнению, указывает, что ребёнок уже был зачат.
Евангелия содержат большое количество параллелей между жизнью Иисуса и событиями из жизни не только еврейских пророков, но также и еврейских патриархов. Так, рождение Иисуса было предсказано ангелом Гавриилом, который явился Марии — это напоминает сюжет посещения шатра Авраама ангелами, один из которых предвестил Сарре рождение Исаака (Быт. 18:1—14). Библейские мотивы в Евангелиях усилены, возведены в более высокую степень. Так, Сарра родила первенца в 90 лет — Мария зачала, оставаясь девой.
Оставаясь в целом на почве иудаизма и еврейской культуры, синоптические Евангелия, однако воспринимают также мотивы политеистических религий, включая непорочное зачатие Марии, с которой сравнивается дева Анат в угаритских текстах.

## Источники

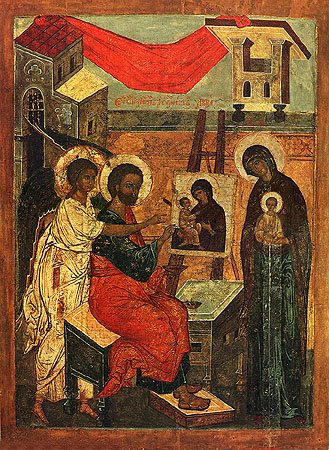
Евангелист Лука, пишущий Владимирскую икону Богородицы с позирующей ему Марии

### В Священном Писании
Библейские стихи, посвящённые Марии, делятся на прямые упоминания в Евангелиях, Деяниях апостолов и посланиях Павла, а также ветхозаветные пророчества о Деве, которой надлежит стать матерью Христа, и библейские прообразы, символически говорящие о спасительной миссии Марии. Выражения «Ма́терь Бо́жья» и «Богоро́дица» прямо не встречаются в Библии.
Новый Завет о жизни Марии говорит очень кратко, лишь несколько эпизодов в нём связаны с именем матери Иисуса:
- Мф. 1:16, Мф. 1:18—25, Мф. 2:11, Мф. 2:13—15, Мф. 2:19—23, Мф. 12:46-50, Мф. 13:55
- Мк. 3:31—35, Мк. 6:3
- Лк. 1:26—56, Лк. 2:1—40, 48, Лк. 2:4—7, Лк. 2:16—52, Лк. 8:19—21
- Ин. 2:1—12, Ин. 19:25—27
- Деян. 1:14

Подробнее других пишут о Марии евангелисты Матфей и Лука, однако в годы общественного служения Христа редко упоминается об участии матери Иисуса в общественных событиях, как это было, в частности, в Кане Галилейской. Три автора синоптических евангелий приводят рассказ о приходе Марии вместе с братьями Христа к дому, где он был с учениками и некоторыми людьми. Иоанн пишет, что Мария была свидетельницей распятия Христа.

#### Пророчества
Главным ветхозаветным пророчеством о Марии, матери Иисуса, считаются слова пророка Исаии: Се, Де́ва во чре́ве прии́мет, и роди́т Сы́на, и нареку́т и́мя Ему́: Емману́ил (Ис. 7:14).
Кроме этого церковная традиция относит к ветхозаветным образам Богородицы следующие библейские сюжеты:
- Лестница Иакова как символ того, что через рождение Иисуса Христа от Богородицы небо соединилось с землёй (Быт. 28:12—17).
- Неопалимая купина как символ её непорочного зачатия (Исх. 3:2—5). К нему также относят сосуд с ма́нной, дарованной Богом евреям во время их странствий по пустыне (Исх. 16:32—34).
- Слова о Дще́ри Сио́на из пророчества Софонии о рождении Христа (Соф. 3:14).
- Ворота храма как символ непорочности Богородицы — в пророчестве Иезекииля (Иез. 44:1—4).
- Символическая Премудрость в Книге притчей Соломоновых (Прит. 9:1—11).
- Жена Царя (символически: Царица рядом с Мессией) в Пс. 44:10—18.

И новозаветный символический прообраз (в католицизме), традиционно относимый к Богородице:
- Жена, облечённая в солнце в Откровении Иоанна (Откр. 12:1).

### Вапокрифах
В Библии не упоминается ни об именах родителей Богородицы, ни об их жизни; также нет упоминаний об обстоятельствах зачатия Богородицы, о рождении Девы Марии, о её введении во храм, о жизни до благовещения, после пятидеся́тницы и о её успении. Эти подробности жизни Богородицы известны из раннехристианских апокрифов безымянных авторов. Эти апокрифы надписаны именами новозаветных персонажей, но им не принадлежали. Первоначальными источниками внебиблейских сведений о жизни Богородицы явились следующие апокрифы:
- «История Иакова о рождении Марии» («Протоевангелие Иакова»), вторая половина — конец II века, Египет[36],
- «Евангелие детства» («Евангелие детства от Фомы»), II век,
- «Книга Иосифа Плотника», около 400 года, Египет,
- «Святого Иоанна Богослова сказание об успении Святой Богородицы», IV—V века[20], но более вероятно конец V — начало VI века[37].

Христианская церковь не признаёт апокрифы как источник вероучения, однако принимает достоверность ряда сюжетов, связанных с земной жизнью Богородицы. Апокрифические рассказы были очищены от гностического элемента и согласованы с каноническим рассказом о Богородице, содержащимся в Четвероевангелии. Популярности апокрифических сюжетов о Богородице способствовали также многочисленные переводы древних апокрифов на различные языки. Так, «Евангелие детства» было переведено на сирийский, коптский, армянский, грузинский языки. Известна также его версия на латыни («Евангелие Псевдо-Матфея», иначе «Книга о рождестве Блаженнейшей Марии и детстве Спасителя», конец VI — середина VII века), эфиопская версия, арабская и славянская («История Фомы израильтянина», «Детство Христово»). Длительная работа по исключению из апокрифических материалов о Богородице неправославных идей и сюжетов привела к сложению единого и внутренне непротиворечивого Предания о земной жизни Богородицы.
На основании отдельных рассказов, взятых из апокрифов, сформировался корпус книг Церковного Предания, относящихся к жизни Девы Марии: различные поздние сказания, поздние церковно-исторические сочинения, поздние гомилетические памятники, гимнографические богослужебные тексты. Все рассказы о жизни Богородицы, касающиеся внебиблейского повествования её жизни, появляются у христианских авторов лишь после V—VI века. Гимнографические сочинения, рассказывающие о данных событиях, появляются лишь в VIII—IX веке. Памяти главных событий жития Богородицы были внесены в богослужебный годичный круг неподвижных праздников. Апокрифические сказания о Богородице использовали известные песнописцы, такие как святитель Андрей Критский, Косма Маюмский и Иоанн Дамаскин. Сказания о жизни Богородицы были распространённым чтением. Они входили в различные агиографические традиции поместных церквей и на церковные праздники нашли отражение в проповедях святых отцов: Ефрема Сирина, Иоанна Златоуста, Иоанна Дамаскина, Григория Паламы и др.
В XI веке агиографом Епифанием Монахом на основе ранневизантийского «Слова о родстве Пресвятой Богородицы» было составлено «Житие Богородицы», которое стало самым популярным жизнеописанием Богоматери в Византии (сохранилось более 100 списков).

## Жизнеописание
Согласно Евангелию от Луки, Мария была родственницей Елизаветы, жены Захарии, священника Авиевой чреды, потомка Аарона, из колена Левия (Лк. 1:5, 8; 1Пар. 24:10). Некоторые предполагают, что Мария — как и Иосиф, с которым она была обручена, — происходит из дома Давида и, таким образом, из колена Иуды. Согласно этой теории, описанная Лукой родословная была по линии Марии, хоть и не содержит её имени и упоминает Иосифа; настоящая родословная Иосифа, по этой версии, указана в Евангелии от Матфея.
Она жила в Назарете в Галилее, предположительно со своими родителями. В то время, когда Мария была обручённой — предварительная стадия иудейского брака — ангел Гавриил объявил ей, что та станет матерью обещанного Мессии, зачав посредством Святого Духа. Когда Иосиф узнал о зачатии, он был удивлён, однако ангел сказал ему: «Иосиф, сын Давида, не бойся взять в свой дом твою жену Марию, потому что она беременна от Святого Духа. Она родит сына, и ты назовёшь его Иисус, потому что он спасёт свой народ от грехов». Иосиф проснулся и сделал, как велел ему ангел. Он взял Марию в свой дом, завершив свадебный обряд, но не имел с ней физической близости. Когда она родила сына, Иосиф назвал его Иисусом (Мф. 1:18-24).

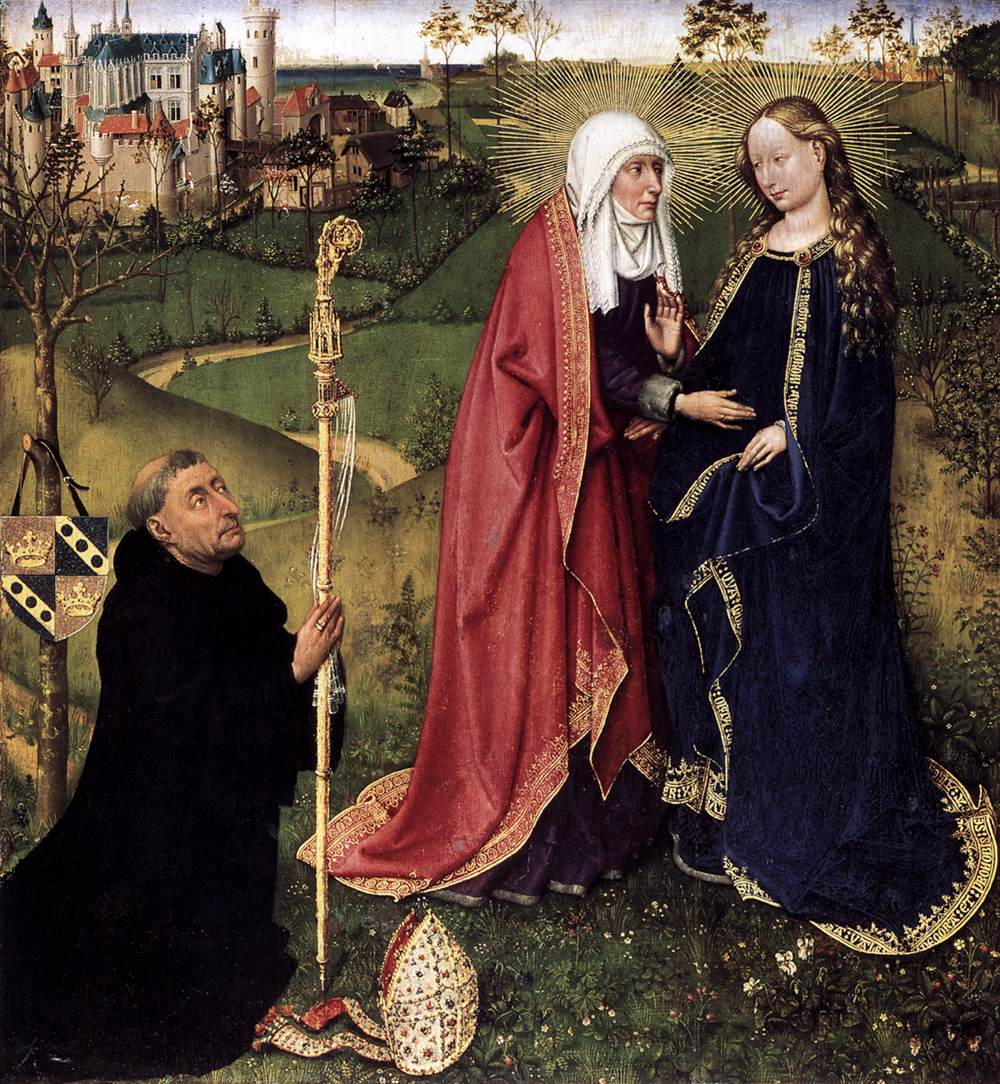
Посещение Елизаветы (1434—1435). Жак Даре. Берлин, Государственные музеи

Когда ангел Гавриил сообщил Марии (Лк. 1:19), что Елизавета, прежде бесплодная, теперь чудесным образом забеременела, Мария поспешила посетить Елизавету, которая жила со своим мужем Захарией в гористой местности, в одном городе в земле Иуды (Лк. 1:39).
Когда Елизавета услышала приветствие Марии, младенец в её утробе взыграл, Елизавета исполнилась Святого Духа и громко воскликнула: «Благословенна ты среди женщин и благословен плод твоей утробы! Чем я заслужила такую честь, что ко мне пришла мать моего Господа?» (Луки. 1:41—45). Тогда Мария произнесла слова, ныне известные среди католиков и протестантов как «Магнификат» (Лк. 1:46—55).
Через 3 месяца Мария вернулась домой (Лк. 1:56—57). По повелению императора Августа в стране проводилась перепись. Иосиф и его родные отправились в свой родной город Вифлеем. Когда они прибыли в Вифлеем, в гостинице места не оказалось и им пришлось остановиться в пещере для скота, где Иисус родился и был положен в кормушку для животных (Лк. 2:1—7).
Через восемь дней младенец был обрезан и получил имя Иисус, как назвал его ангел ещё до беременности Марии. Когда закончились дни их очищения по закону Моисея, они принесли младенца в Иерусалимский храм в соответствии с требованиями для первенцев, предписанными в законе Моисея (Лк. 2:21—38). Если полагать, что Евангелие от Матфея дополняет историю Луки, а не представляет иную версию рождения Иисуса, то после этих событий семья вернулась в Вифлеем и сбежала в Египет по посещении волхвов. Мария, Иосиф и Иисус вернулись в Назарет после смерти царя Ирода (Мф. 2:1–19).

### Рождество Богоматери

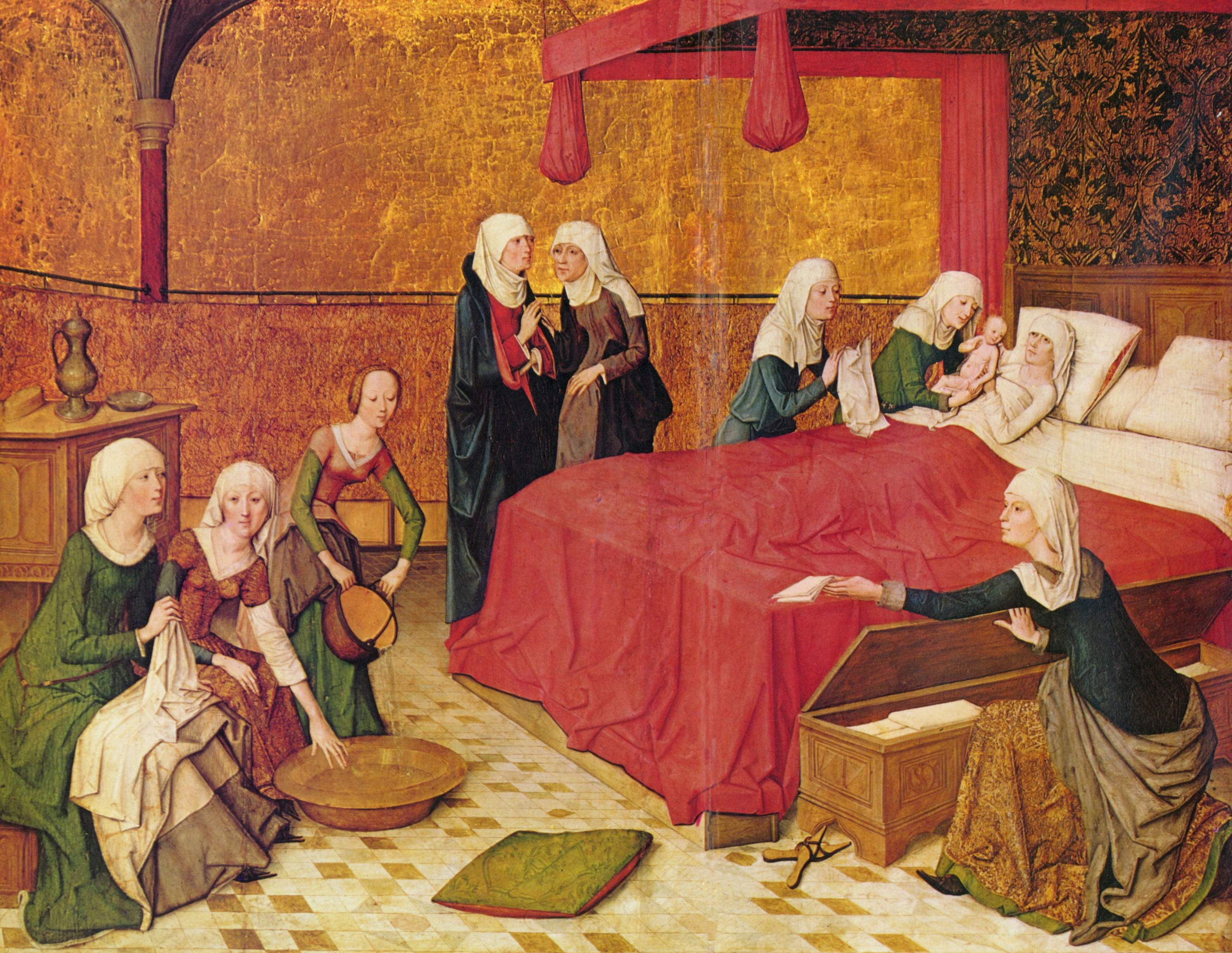
«Рождение Девы Марии». Мастер жития Марии, Старая пинакотека, ок.1460

Согласно апокрифическому Протоевангелию Иакова, родителями Марии были святой Иоаким и святая Анна. Позднее так учили святые Иоанн Дамаскин, Григорий Нисский, Герман Константинопольский, Фульберт Шартрский, а также Псевдо-Эпифаний, Псевдо-Иларий и многие другие учителя Церкви, это стало неотъемлемой частью Священного Предания.
Местом рождения, как правило, считают Иерусалим; так утверждал святой Софроний и с ним соглашался святой Иоанн Дамаскин. По другой версии, Мария родилась в Сепфорисе близ Назарета, в Галилее.
Согласно апокрифическому рассказу, ставшему частью Священного Предания, у благочестивой немолодой семейной пары — Иоакима и Анны — долгое время не было детей. Когда первосвященник отказал Иоакиму в праве принести Богу жертву, так как он «не создал потомства Израилю», то он удалился в пустыню, а его жена осталась дома в одиночестве. В это время им обоим было видение ангела, возвестившего, что «Господь внял молитве твоей, ты зачнёшь и родишь, и о потомстве твоём будут говорить во всём мире».
После этого Анна зачала, затем «прошли положенные ей месяцы, и Анна в девятый месяц родила». Дата зачатия — 9 декабря — установлена, исходя из того, чтобы она отстояла от даты Рождества Богородицы (8 сентября) на 9 месяцев. Димитрий Ростовский при этом пишет: «Говорили же некоторые, будто Пресвятая Дева родилась через 7 месяцев — и родилась без мужа, но это несправедливо».

### Детство Богородицы

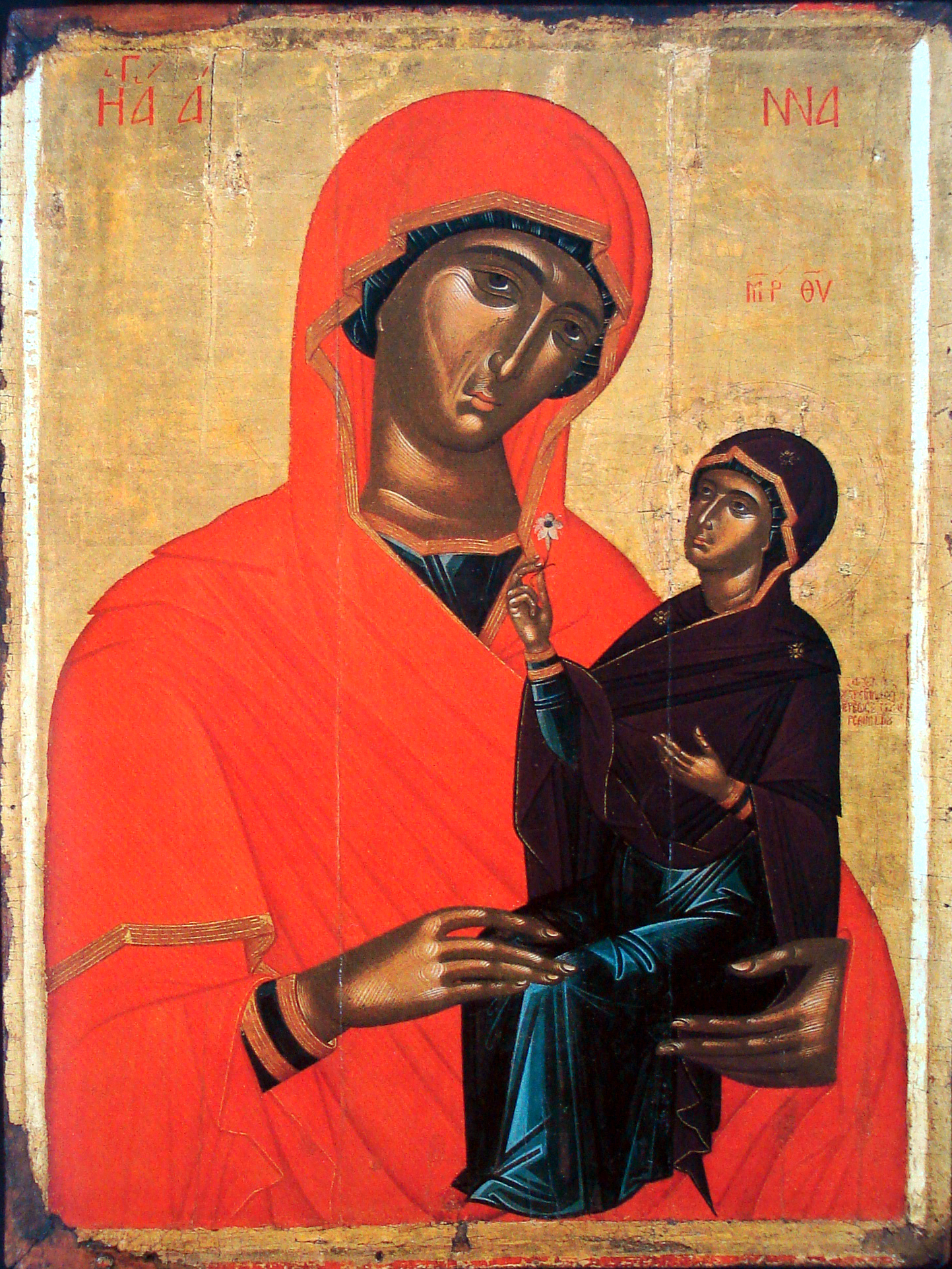
«Святая Анна с младенцем Марией», Греция, XV век

До трёх лет Мария жила вместе со своими родителями. Протоевангелие Иакова говорит, что когда Девочке исполнилось шесть месяцев, Анна поставила её на землю, чтобы посмотреть, может ли та стоять. Мария сделала семь шагов и возвратилась в руки матери. Поэтому Анна решила, что дочь не будет ходить по земле, пока её не введут в храм Господень. «Анна устроила особое место в спальне дочери, куда не допускалось ничто нечистое, и призвала непорочных дочерей иудейских, чтобы они ухаживали за младенцем».

### Введение во храм
Протоевангелие Иакова говорит о воспитании Марии в обстановке особой ритуальной чистоты и о «введении во храм», когда Марии было 3 года: «И вот исполнилось Ребёнку три года, и сказал Иоаким: Позовите непорочных дочерей иудейских, и пусть они возьмут светильники и будут стоять с зажжёнными [светильниками], чтобы Дитя не воротилось назад и чтобы полюбила Она в сердце своём храм Господнен».

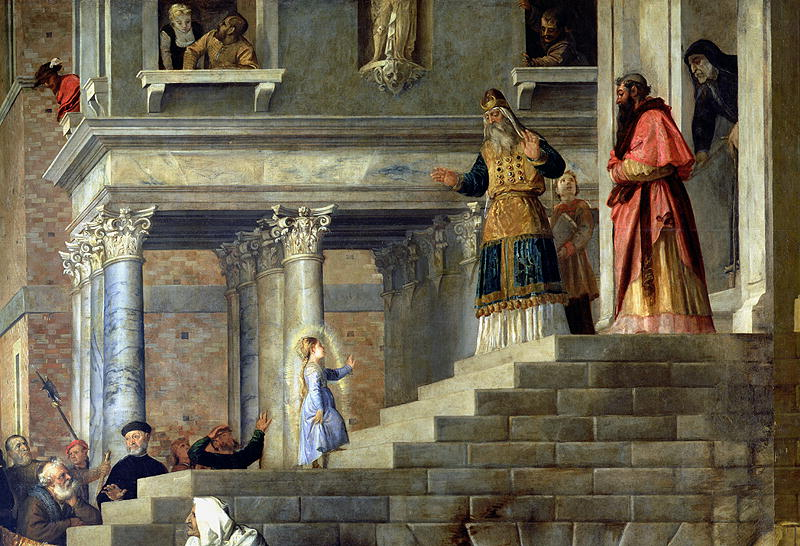
«Введение Марии во храм», Тициан, Галерея Академии, Венеция (1534—1538)

В храме Марию встретил первосвященник (согласно апокрифу, это был Захария, отец Иоанна Предтечи) со множеством священников. Родители поставили Марию на первую ступень лестницы, которая вела ко входу в храм. Согласно апокрифу — Евангелию псевдо-Матфея:

…когда Она была поставлена перед храмом Господа, Она поднялась бегом на пятнадцать ступеней, не оборачиваясь назад и не зовя родителей своих, как это обыкновенно делают дети. И все были исполнены удивления при виде этого, и священники храма были в изумлении.

Затем, согласно преданию, первосвященник по внушению свыше ввёл Деву Марию в Святая святых, куда из всех людей только раз в году входил первосвященник с очистительной жертвенной кровью. Во время пребывания в Иерусалимском храме Мария воспитывалась вместе с другими благочестивыми девами, изучала Священное Писание, занималась рукоделием и постоянно молилась.

### Обручение с Иосифом
Однако по достижении совершеннолетия Мария не могла остаться при храме, и для неё традиционным обрядом был избран супруг, охраняющий её и уважавший её обет — выбранный из колена Давида престарелый Иосиф Обручник. По другой версии, это произошло, когда Марии было 14 лет, по инициативе первосвященника. Причём Иосиф был избран из числа прочих женихов, так как его посох чудесным образом расцвёл.

### Благовещение

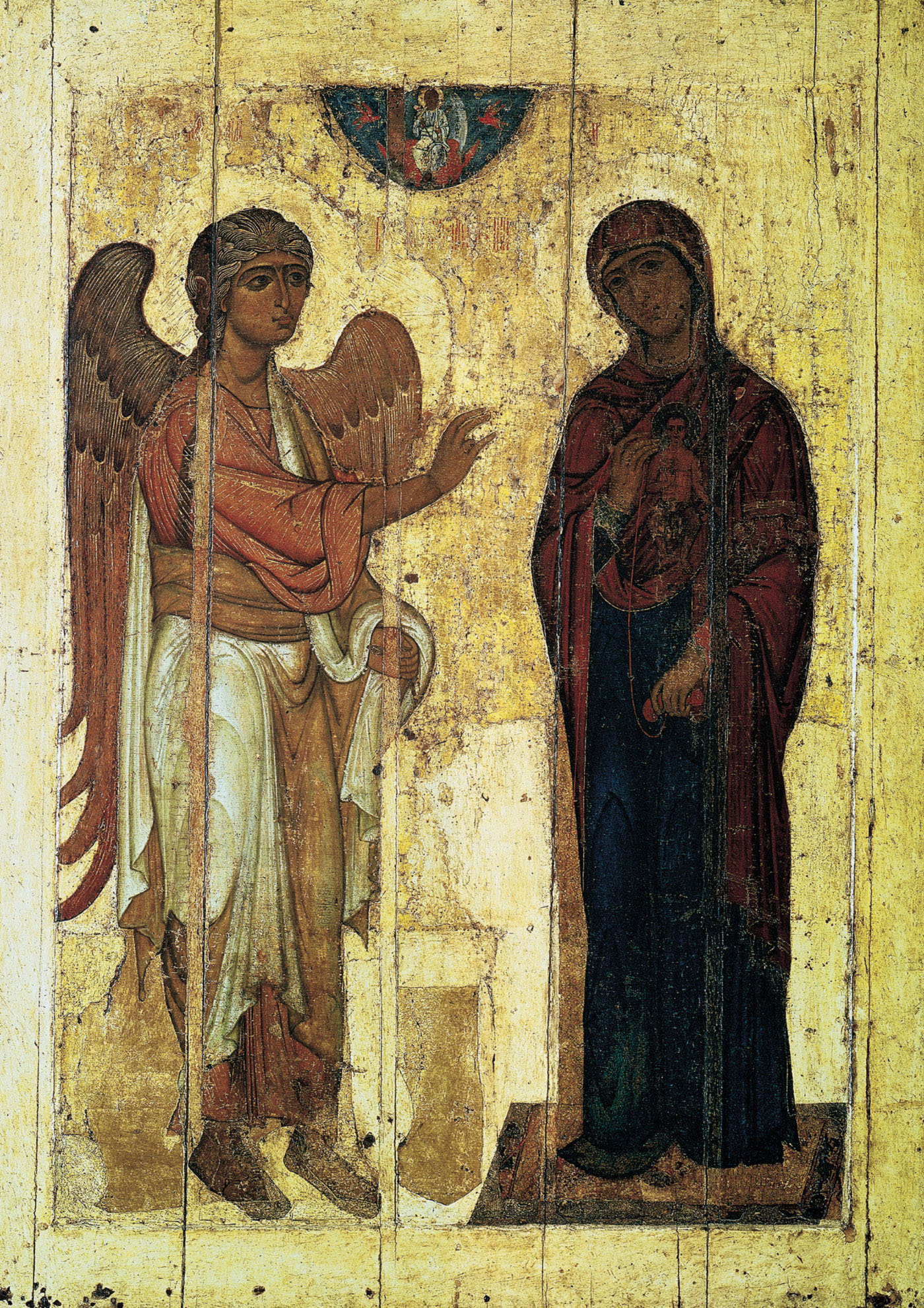
«Устюжское Благовещение», начало XII века. Государственная Третьяковская галерея

В доме Иосифа Мария работала над пурпурной пряжей для храмовой занавесы (символ предстоящего «прядения» младенческого тела Иисуса из «пурпура» материнской крови в утробе Марии). По другой версии, Дева Мария в то время читала священную книгу пророка Исаии и, дойдя до слов «Се Дева приимет во чреве и родит Сына…», воскликнула, как она была бы счастлива, если бы смогла увидеть эту Божию избранницу и быть хотя бы служанкой у неё. Тогда и произошло благовещение — посланный с небес Богом архангел Гавриил сообщил Марии о грядущем рождении от неё Спасителя. По Евангелию от Луки(Лк. 1:26), Мария в это время жила в Назарете. Это первое упоминание о Марии в Евангелиях. По мнению православных богословов, в момент благовещения произошло боговоплощение — Бог облёкся в плоть (формулировка «облечься в плоть» известна уже из сочинений Иринея Лионского и Климента Александрийского). Иоанн Кассиан, говоря о боговоплощении, прямо указывает, что «тогда происходит начало нашего Господа и Спасителя, когда и зачатие».

### Встреча Марии и Елизаветы
Иосиф Обручник, увидев, что Дева Мария ожидает ребёнка, огорчился и лишь из жалости к ней не захотел опозорить её публичным обвинением, поэтому решил отпустить её без огласки. Но явившийся Иосифу архангел Гавриил успокоил его, сказав: «не бойся принять Марию, жену твою, ибо родившееся в Ней есть от Духа Святаго; родит же Сына, и наречёшь Ему имя Иисус, ибо Он спасёт людей Своих от грехов их». После этого, как повествует евангелист, «Иосиф принял жену свою, и не знал Её». Однако в апокрифической версии сообщается, что после посещения её ангелом Мария была прилюдно подвергнута испытанию «горькой водой, наводящей проклятие» на неверных жён. Этот способ рекомендуется в библейской книге Чисел (Чис. 5:11—31) и даже в талмудическом трактате «Сота». Марии удалось пройти испытание, что подтвердило её целомудрие.
Ожидая чуда девственного материнства, Мария направилась в дом Захарии и Елизаветы, своей родственницы, которая уже 6-й месяц ожидала рождения Иоанна Крестителя. При встрече с ней Мария произнесла красивейший гимн «Величит душа моя Господа». Там она прожила 3 месяца, после чего вернулась в дом Иосифа.

### Рождество Христово

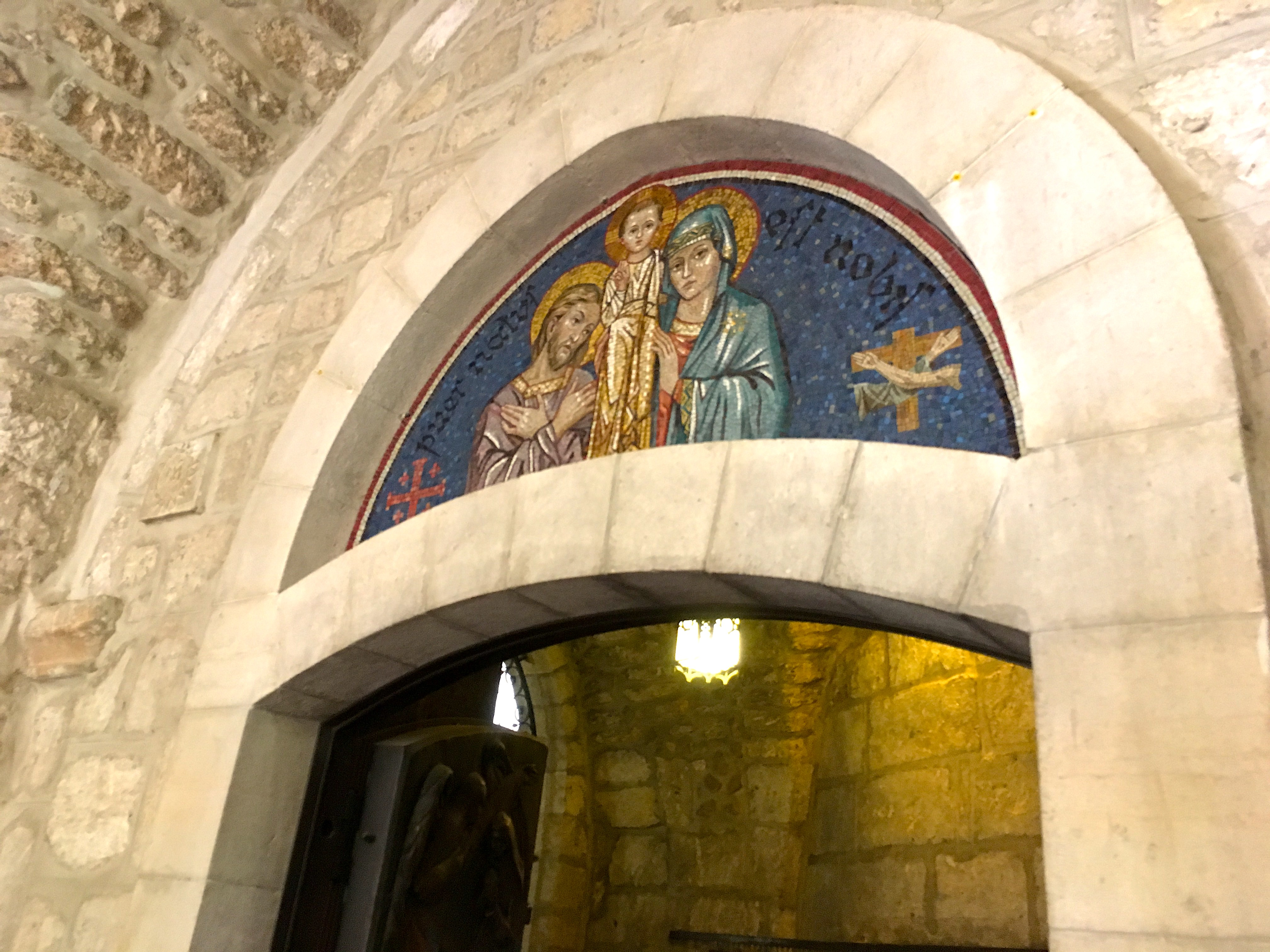
Мозаика в Базилике Рождества Христова с изображением Иосифа, Марии и Иисуса

По требованию римской администрации при переписи населения Мария и Иосиф как представители рода Давидова отправились в Давидов город Вифлеем, где и родился Иисус — в яслях, так как все гостиницы были заняты и путешественникам пришлось остановиться в стойлах. Там их нашли пастухи (см. Поклонение пастухов). На 8-й день ребёнок был обрезан (см. Обрезание Господне), а на 40-й день принесён в Иерусалимский Храм (см. Сретение Господне). Там Симеон Богоприимец предрёк, в частности, Богородице страдания («и тебе самой оружие пройдёт душу»), откуда появился иконографический символ сердца Богородицы, поражённого одним или семью мечами — «Умягчение злых сердец». Спасаясь от избиения младенцев, устроенного Иродом, Святое семейство покинуло Израиль (см. Бегство в Египет).

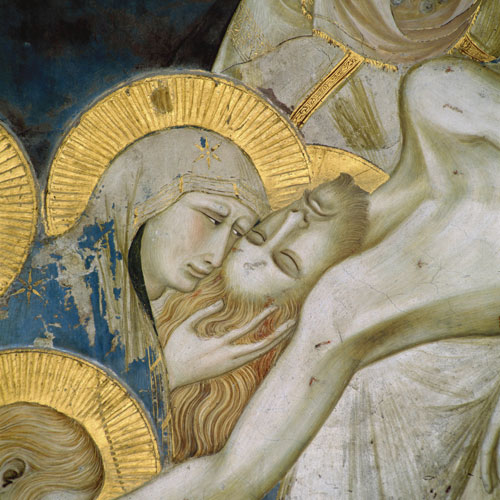
«Оплакивание Христа», Пьетро Лоренцетти, фреска в церкви Сан-Франческо в Ассизи

### Дальнейшая жизнь
Затем Мария упоминается при описании случая, когда в возрасте 12 лет Иисус при поездке в Иерусалим отправился в Иерусалимский храм и общался со священниками (см. Иисус среди учителей).
При описании евангелистами событий жизни Иисуса Христа Дева Мария упоминается как присутствовавшая на браке в Кане Галилейской. Некоторое время она была вместе с сыном в Капернауме. На Голгофе Богородица стояла возле креста. Умирающий Христос поручил свою мать апостолу Иоанну. Только в этих двух евангельских эпизодах (Ин. 2:4; Ин. 19:26) приводится личное обращение Иисуса к Марии, но он называет её при этом не матерью, а женщиной (греч. γυναι [gúnai]). Матерью Иисус называет её лишь однажды, но не своей, а ученика (Иоанна) в Ин. 19:27: «Потом говорит ученику: се, Матерь твоя!»
По преданию, Богородица присутствовала при Вознесении Господнем. Согласно Священному Преданию, основанному на библейской книге Деяния святых апостолов, Богородица после вознесения Иисуса оставалась в Иерусалиме вместе с другими учениками Христа, ожидая обещанного им схождения Святого Духа: «Все они единодушно пребывали в молитве и молении, с некоторыми жёнами и Мариею, Материю Иисуса, и с братьями Его» (Деян. 1:14). Хотя в Деяниях святых апостолов не указывается, была ли Дева Мария в день Пятидесятницы среди апостолов, когда на них сошёл Святой Дух в виде огненных языков, считается, что и на неё тогда сошёл Святой Дух.
По преданию, Богородица участвовала в распределении по жребию земель между апостолами, в которые они должны были отправиться проповедовать. Ей выпала Иверия (Грузия). Она собиралась отправиться туда, но, по повелению Иисуса Христа, в Иверию отправился апостол Андрей. Перед этим Богородица приложила свой лик к обычной доске, на которой отпечатался её лик. Этот нерукотворный образ Дева Мария отдала апостолу Андрею, и от него в Иверии происходили многочисленные чудеса. Эта икона получила название Ацкурской. Список с этой иконы находится в Музее искусств Грузии.
Согласно православному преданию, в годы своей земной жизни Дева Мария совершила путешествие на Кипр к Лазарю. По дороге её корабль был бурей прибит к горе Афон, где она проповедовала среди язычников, обращая их в христианство. Отплывая от Афона, Богородица произнесла благословение этому месту: «Се в жребий Мне бысть Сына и Бога Моего! Божия благодать на место сие и на пребывающих в нём с верою и со страхом и с заповедями Сына Моего; с малым попечением изобильно будет им вся на земле, и жизнь небесную получат, и не оскудеет милость Сына Моего от места сего до скончания века, и аз буду тепла заступница к Сыну Моему о месте сем и о пребывающих в нём». Во время своего путешествия Божия Матерь побывала в Ефесе.
После этого, по преданию, Дева Мария вернулась в Иерусалим, в котором совершилось успение Богородицы.

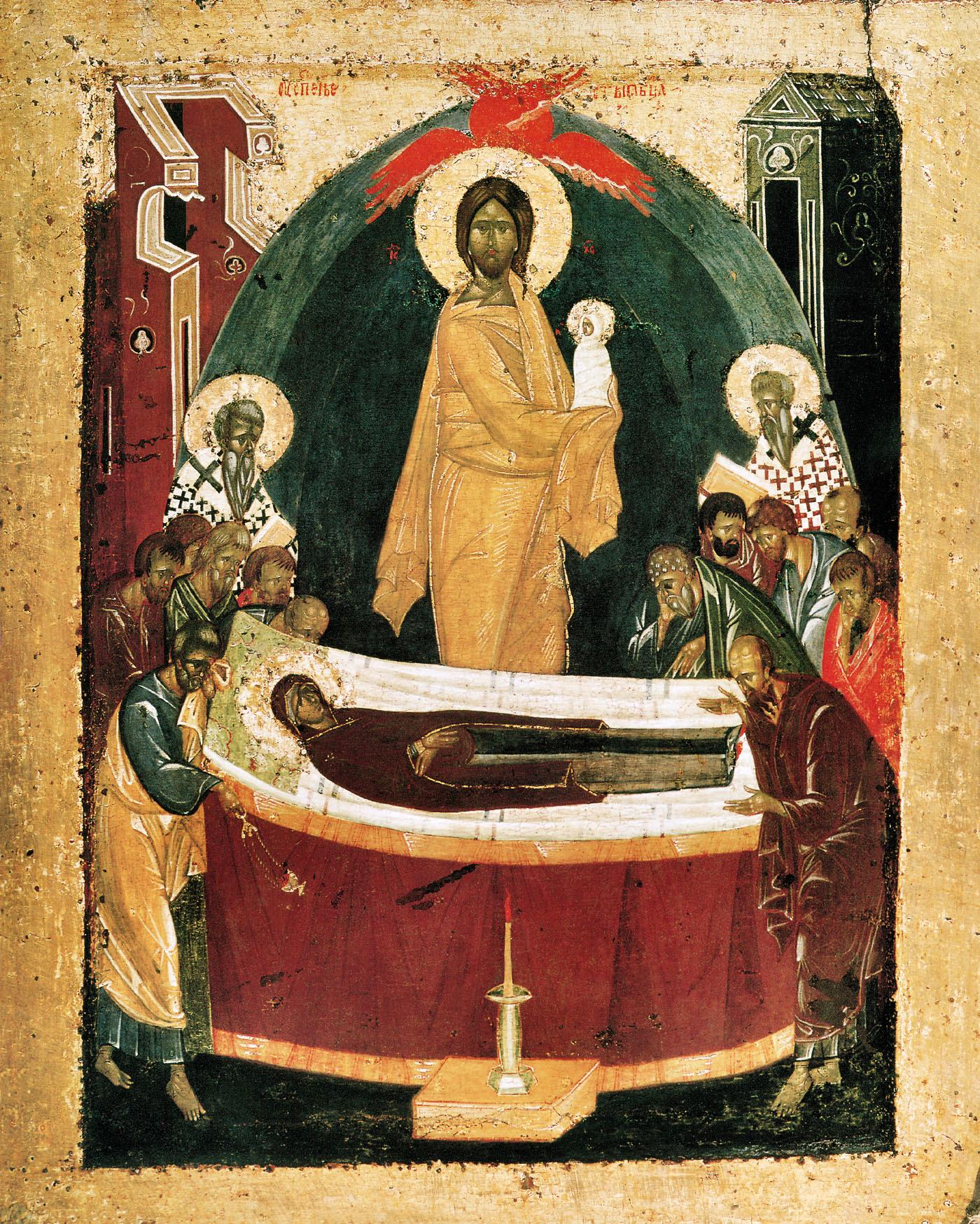
«Успение Богоматери», Феофан Грек

### Успение Богородицы
Успение Девы Марии описано в апокрифах, датируемых IV — началом VI веков. Согласно апокрифу под названием «Святого Иоанна Богослова сказание об Успении Святой Богородицы», она умерла в Иерусалиме на горе Сион. На предполагаемом месте Успения в настоящее время находится католический храм Успения Пресвятой Богородицы. Согласно Евсевию Кесарийскому, Мария покинула этот мир в 48 году по рождестве Христовом, но другие раннехристианские церковные историки и писатели называли как более ранние, так и более поздние даты.
В апокрифе «Святого Иоанна Богослова сказание об Успении Святой Богородицы» описано, что к смертному одру Богоматери со всех концов света апостолы были перенесены на облаках. В латинской версии апокрифа у одра Богородицы не было лишь апостола Фомы, который прибыл на три дня позже и не застал Богородицу в живых. По его просьбе её гробница была открыта, но там были только благоухающие пелены; за смертью Марии последовали её воскресение и вознесение (по православной традиции на третий день), а за её душой в момент смерти явился сам Иисус Христос с сонмом небесных сил. Католики считают, что после вознесения Девы Марии совершилась её коронация. Традиционным местом погребения Девы Марии является Гробница Богородицы в Гефсимании.
В конце XIX века в качестве возможного места успения Марии стал рассматриваться дом Богородицы в Эфесе, где жил и проповедовал Иоанн Богослов, на попечение которому Иисус Христос и отдал свою земную мать.

## Почитание

### Дева Мария у ранних христиан

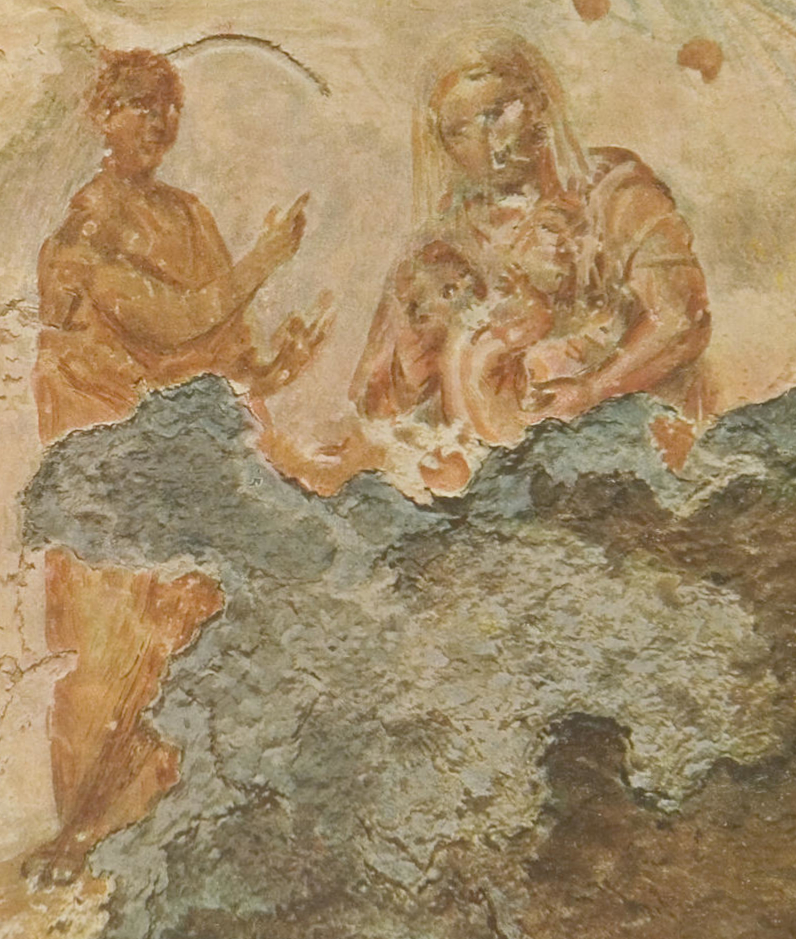
Древнейшее известное изображение Богородицы с младенцем Иисусом. II век, Катакомбы Присциллы, Рим

Почитание Богородицы первыми христианами подтверждается наличием её изображений III века в римских катакомбах, где христиане совершали богослужения, скрывались от преследований. В катакомбах были обнаружены первые фрески и изображения Девы Марии (фрески Киметерия Присциллы, «Пророк Валаам перед Марией, кормящей младенца грудью», «Поклонение волхвов» и другие). Эти фрески и изображения носят ещё античный характер. Черты аскетизма в них отсутствуют, подчёркнута сила и значительность материнского тела, особо выделены и подчёркнуты выразительные чёрные глаза. Окончательное решение вопроса о почитании Богородицы было принято в 431 году Третьим Вселенским собором в контексте осуждения ереси Константинопольского патриарха Нестория (считал Деву Марию не Богородицей, а Христородицей).

### Православная традиция

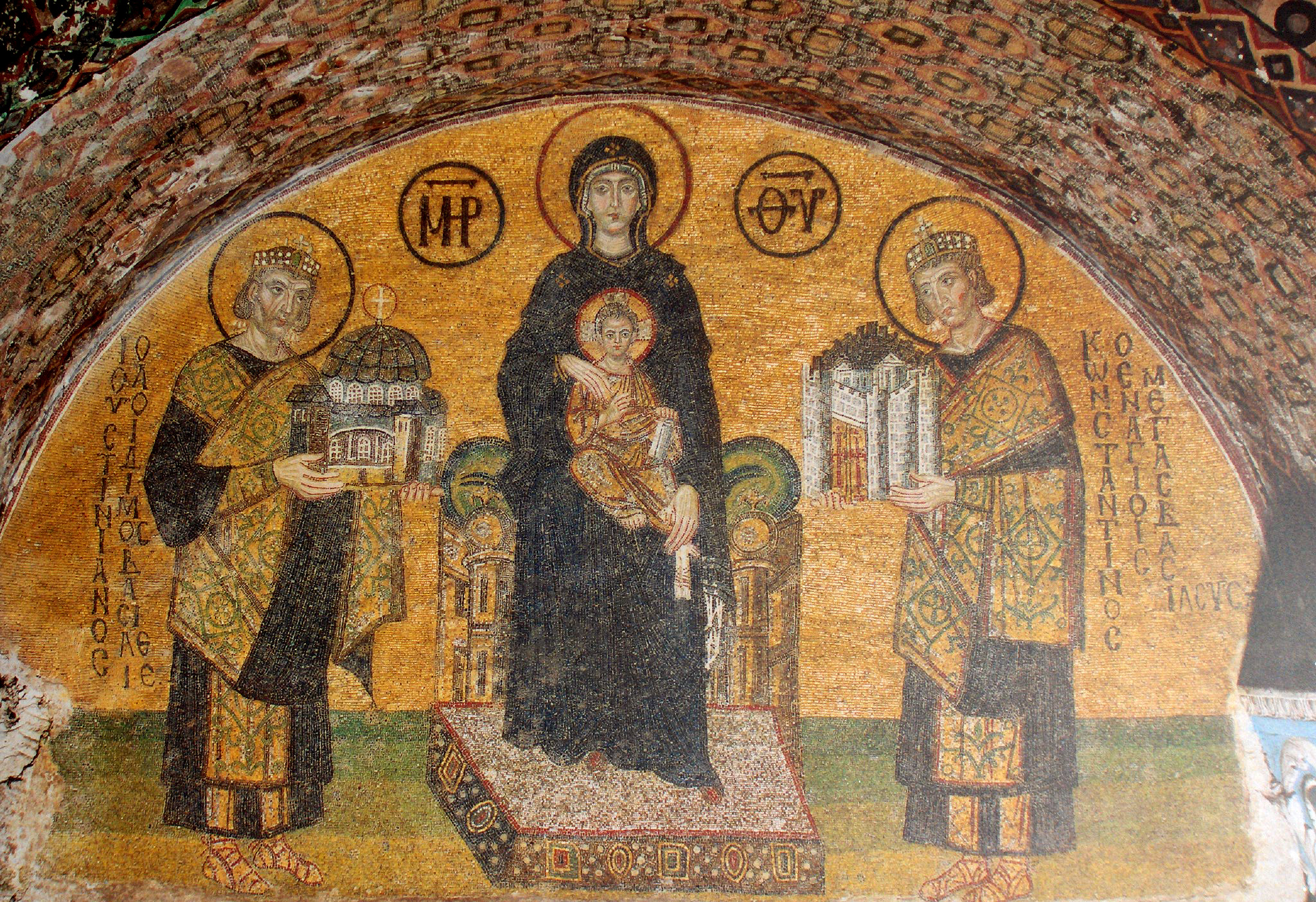
Константин I (справа) и Юстиниан I (слева) предстоят Христу и Богородице. Мозаика над южным входом в Святую Софию

#### Почитание
Православное почитание Богородицы берёт своё начало от её византийского культа, средоточием которого был Константинополь. 11 мая 330 года Константин Великий официально перенёс столицу Римской империи и посвятил Новый Рим Пресвятой Богородице. Этот праздник известен под названием «обновление Царьграда» и его тропарь звучит так: «Град Богородицы предаёт и посвящает своё начало Божией Матери, от Которой он берёт силу свою и долговечность, Которой хранится и укрепляется, и взывает к Ней: Радуйся, надежда всех концов земли». Это посвящение отражено в мозаике южного входа в храм Святой Софии, которая изображает Богородицу на престоле с младенцем на руках, по обеим сторонам предстоят Константин Великий и Юстиниан Великий. Первый посвящает Христу и Богородице Константинополь, а второй — главный храм империи, храм Святой Софии.
Археологические раскопки выявили в Константинополе около 200 храмов, посвящённых Богоматери, главные из которых — это храм Богородицы Кириотиссы и монастырь Богородицы Одигитрии, а также храм во Влахерне, храм в Халкопратии и храм «Живоносный источник» («Зоодохос Пиги»).

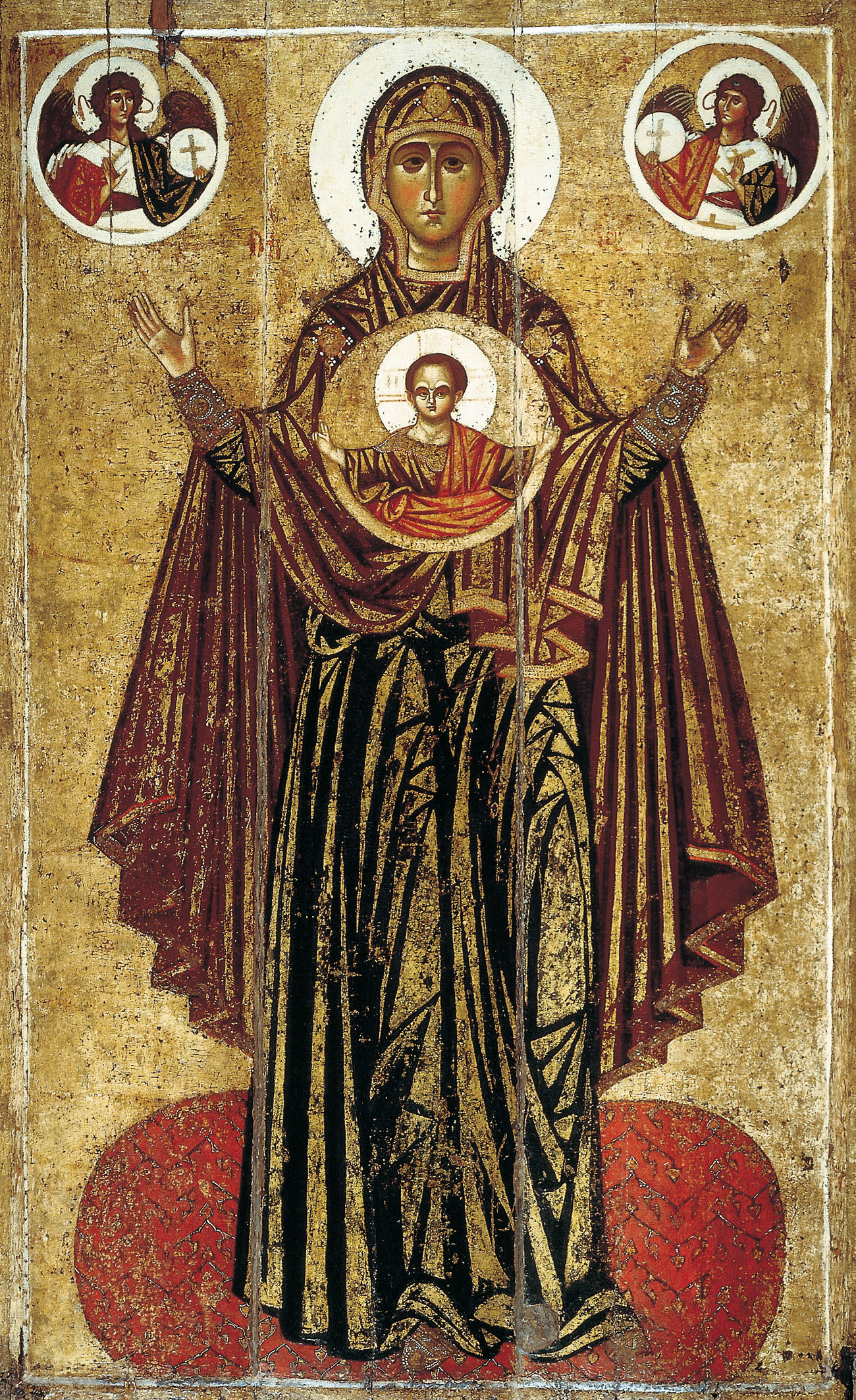
Икона Великая Панагия, иконографический тип Оранта, Ярославль, около 1218 года

#### Богородичные праздники
Из двунадесятых праздников («Додекаортон») Богородице посвящено четыре (в скобках даты по юлианскому календарю):
- Рождество Пресвятой Богородицы, 21 сентября (8 сентября);
- Введение во храм Пресвятой Богородицы — «Изодос», 4 декабря (21 ноября);
- Благовещение Пресвятой Богородицы — «Евангелизмос», 7 апреля (25 марта);
- Успение Пресвятой Богородицы — «Кимезис», 28 августа (15 августа).

В число богородичных праздников также входят:
- Память святых праведных Иоакима и Анны, родителей Богородицы, 22 сентября (9 сентября);
- Зачатие праведной Анной Пресвятой Марии, 22 декабря (9 декабря);
- Успение праведной Анны, 7 августа (25 июля);
- Собор Пресвятой Богородицы — «Синакси», 8 января (26 декабря);
- Покров Пресвятой Богородицы, 14 октября (1 октября);
- Положение честной ризы Пресвятой Богородицы во Влахерне, 15 июля (2 июля);
- Положение пояса Пресвятой Богородицы в Халкопратии, 13 сентября (31 августа).

Среди переходящих праздников Богородице посвящено два:
- Похвала Пресвятой Богородицы (Суббота Акафиста), в память о чудесной защите Константинополя от авар и персов в 621 году, 5-я суббота Великого Поста;
- Обновление храма Пресвятой Богородицы у Живоносного Источника в Константинополе, день освящения собора, в котором Богородица по преданию совершила ряд чудес, пятница Светлой седмицы.

Кроме перечисленных выше в число Богородичных праздников входят многочисленные праздники, посвящённые чудотворным и чтимым иконам Божией Матери.

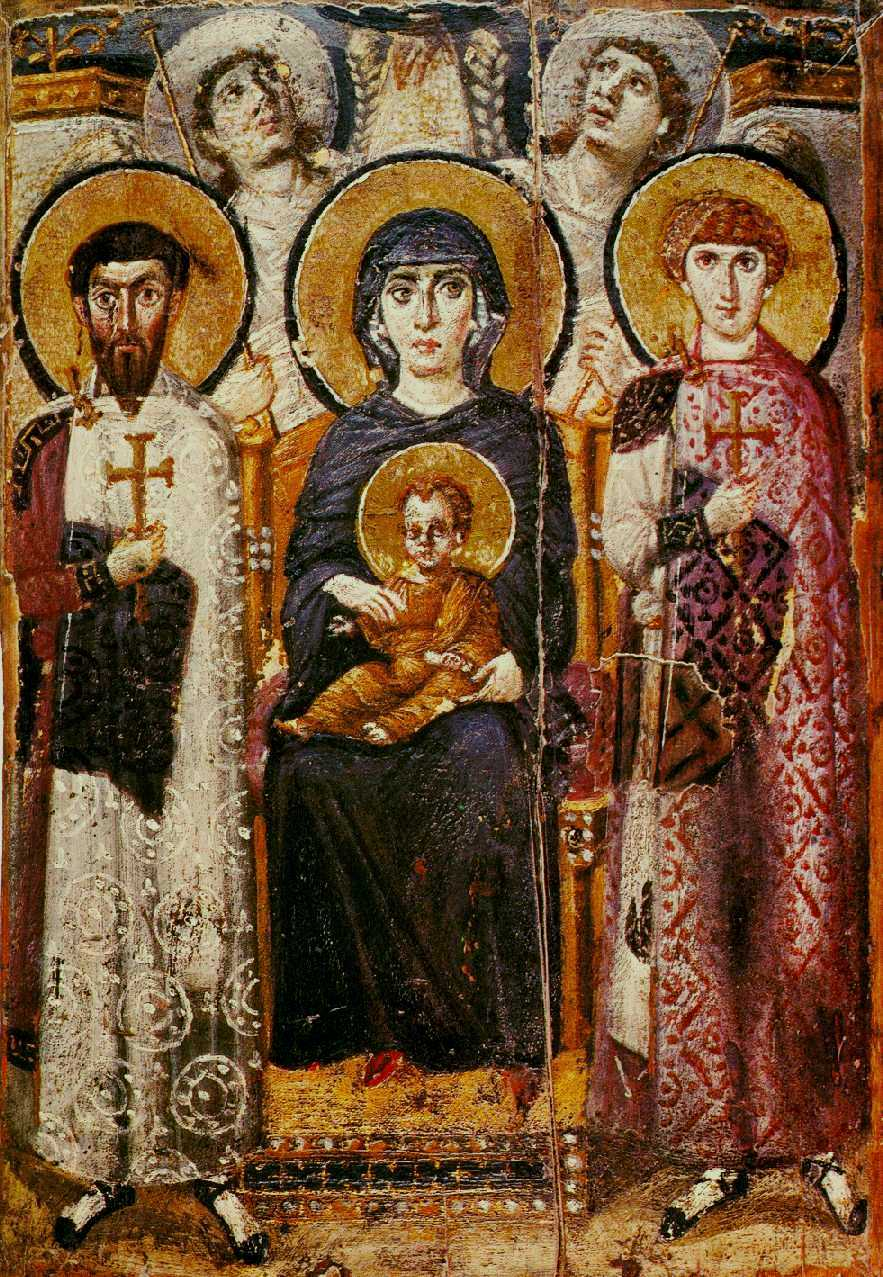
«Богоматерь с ангелами, свв. Георгием и Феодором», энкаустическая икона, монастырь Святой Екатерины на Синае, VII век

#### Богослужение
Во все богородичные праздники, а также в дни памяти её икон священно- и церковнослужители используют богослужебные облачения голубого цвета, который символизирует высшую чистоту и непорочность. Также в указанные дни этот цвет используется для одежд престола, жертвенника, аналоев, возду́ха, покровцов и закладки в напрестольном Евангелии.
В литургии марианский культ сфокусирован в проскоми́дии. Важнейшие тексты о Богородице находятся в ана́форе. При торжественном каждении поётся «Величание Богородицы» («Мегалинарион»). В литургии святого Иоанна Златоуста это песнь «Достойно есть» («Аксио́н эсти́н»), а в литургии святого Васи́лия Вели́кого — «О Тебе радуется» («Эпи си хари»). Ежедневно на вечерне читаются два богоро́дичных тропаря́: «Под Твою́ ми́лость» и «Богоро́дице Де́во». Кроме того, Пресвятой Богородице посвящено множество акафистов и гимнов (например, широко известный гимн «Агни Парфене»), а также не используемые в храмовом богослужении канты и колядки.
В седмичном круге богослужения среда, пятница и воскресенье особо посвящены Богородице.
Хотя византийская Церковь не отмечала день Скорбящей Божией Матери, в Страстну́ю пятницу на малом повече́рии отправлялось песнопение, составленное в X веке Симео́ном Логофе́том, называвшееся «крестобогоро́дичным» («ставротеотокион») или «Плач Пресвятой Богородицы».
В византийском апокрифе «Хождение Богородицы по мукам», получившем распространение на Руси, Богородица испрашивает для осуждённых грешников в аду некоторое облегчение их участи.

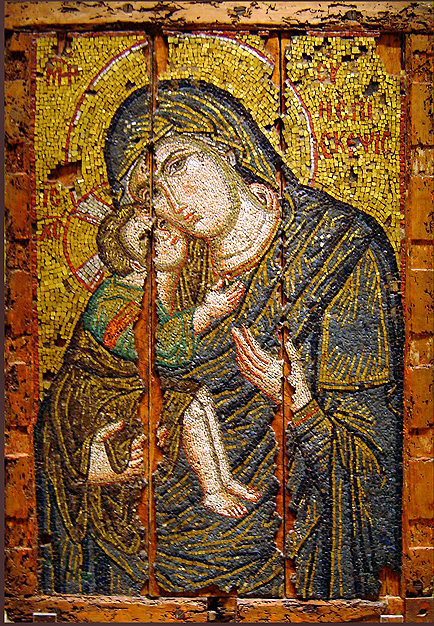
Византийская мозаичная икона, конец XIII века

#### Уделы Богородицы
Согласно православному преданию, на земле существуют местности, которые находятся под особенным покровительством Божией Матери. Их называют земными уделами Богородицы, и всего их четыре: Иверия (Грузия), Святая гора Афон, Киево-Печерская лавра и Серафимо-Дивеевский монастырь.

#### Чтимые иконы
В православии известны и почитаются многие сотни икон Божией Матери. В России более других известны Иверская, Владимирская и Казанская иконы Пресвятой Богородицы.

#### Явления
С первых веков христиане сообщают о многочисленных явлениях Девы Марии, которым посвящено множество книг, почитаемых икон, монастырей, памятных знаков. В Православной церкви в память о некоторых явлениях устраиваются крестные ходы с выносом икон, распространяется литература о явлениях Богородицы, составляются особые молитвы.
О личных явлениях и откровениях Богородицы рассказывали и подвижники, и простые люди — как о видениях наяву, так и во сне. К наиболее известным в Православной церкви относятся:
- 1 октября 910 года — во Влахернском храме Константинополя Андрею Юродивому. В честь данного явления в установлен праздник Покров Пресвятой Богородицы (отмечается преимущественно в Русской церкви)[60].
- 1155 год — явление благоверному великому князю Андрею Боголюбскому, который повелел написать Боголюбскую икону Божией Матери в память этого события[61].
- 1385 год — явление преподобному Сергию Радонежскому. В память явления установлен праздник и написана икона[62].
- 25 ноября 1825 года — явление преподобному Серафиму Саровскому[63].
- 1913 год — явление Божией матери иеромонахам Серафиму, Феогносту и страннику Виктору Матвееву в Аксайском ущелье, которое было воспринято монахами как указание места, где должен быть построен скит[64][65].

### Католическая традиция

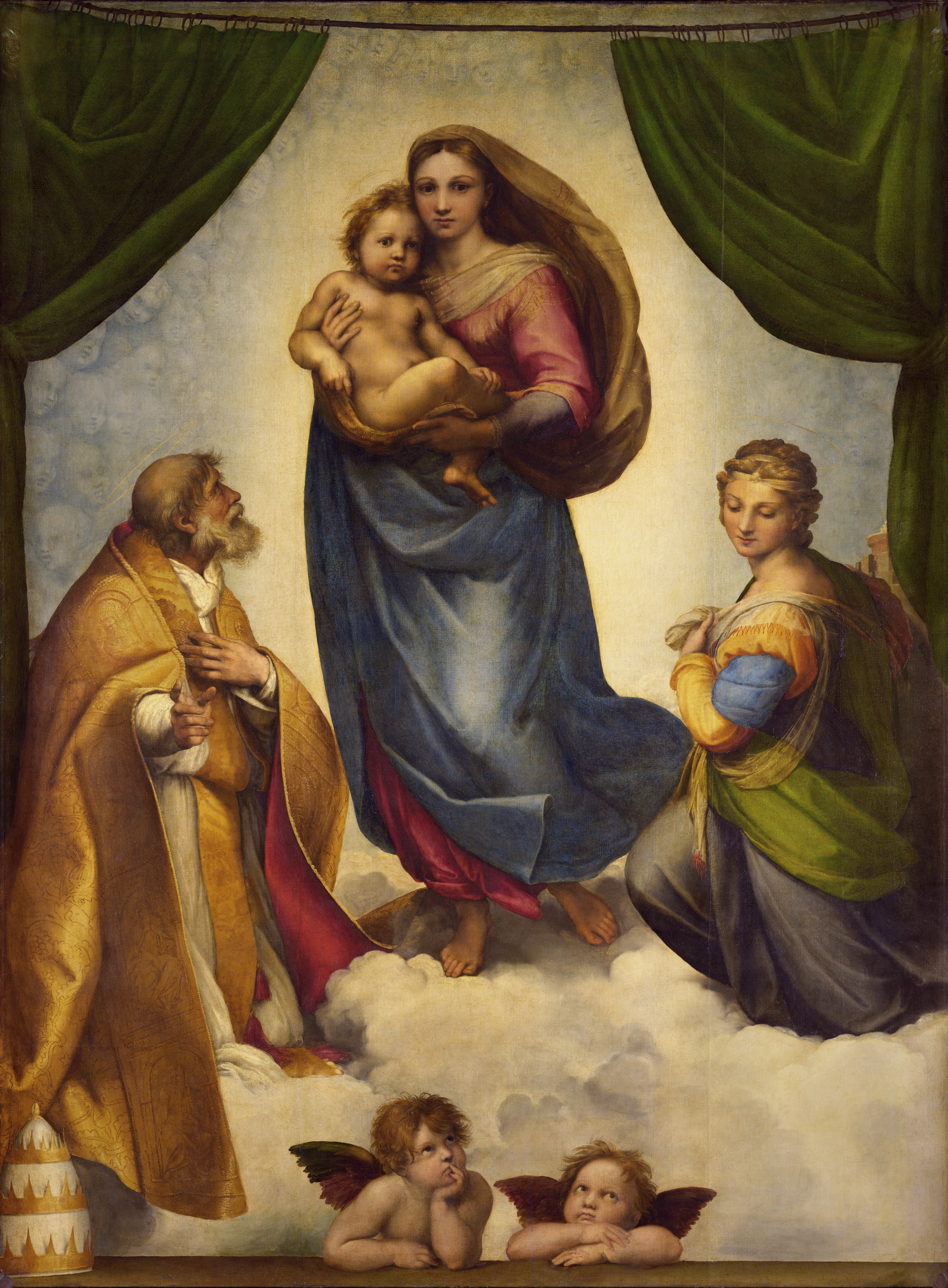
Рафаэль. Сикстинская Мадонна

#### Католические догматы
Отличительной чертой почитания Марии в католицизме является догмат о её непорочном зачатии, который подразумевает, что Мария была зачата естественным образом от обычных родителей Иоакима и Анны, но особой милостью Божией полностью предохранена от всякой скверны первородного греха. Ещё в XVII веке папская курия запрещала сочинения, защищавшие учение о беспорочном зачатии Девы Марии, но с 1854 года, когда папа Пий IX возвёл это учение в догмат, в «Индекс запрещённых книг» стали заноситься книги, его оспаривающие.
Согласно католическому догмату о вознесении Девы Марии, провозглашённому «ex cathedra» папой Пием XII в 1950 году, за успением Марии последовало её вознесение в небесную славу с душой и телом. Наряду с термином «вознесение Девы Марии» по отношению к этому догмату (а также празднику Успения) используется название «взятие Марии в небесную славу».
В 90-х XX века профессор Марк Миравэлл из францисканского университета в США подал папе римскому Иоанну Павлу II петицию о признании за Марией статуса coredemptrix («Соискупительницы»). Эта инициатива была скреплена более чем 6 миллионами подписей из 148 стран, в том числе 42 кардиналов и 550 епископов, но была отвергнута Ватиканом.

#### Отцы церкви о Марии
Древнейшими свидетельствами интереса, проявленного римскими христианами к Марии, являются две фрески II и III веков, находящиеся в катакомбах святой Присциллы в Риме. В число наиболее известных писателей и Отцов Церкви, говоривших о Марии, входят Тертуллиан, святые Иларий Пиктавийский, Зенон Веронский, Амвросий Медиоланский, Аврелий Августин, Григорий Великий, Пётр Хрисолог и Ильдефонс Толедский. Их творения сильно повлияли на формирование богослужения, а некоторые гимны, например святых Амвросия или Венанция Фортуната, и анафоры поныне являются одними из наиболее красивых текстов латинского богослужения.

#### Праздники, посвящённые Деве Марии в католичестве
Древнейшим богородичным праздником, отмечаемым в Риме, было торжество Пресвятой Богородицы (1 января), завершающее октаву Рождества. Между 550 и 595 г. в этот день стала совершаться особая литургия в честь девственности Марии. В VII веке появился обычай посвящения Марии среды и пятницы после третьего воскресенья Адвента. В XIX веке в церковный календарь был внесён праздник почитания Непорочного Сердца Пресвятой Девы Марии, отмечаемый на тринадцатый день после Дня святой Троицы. В XX веке установился обычай почитать Непорочное Сердце Марии по первым субботам месяца.
Реформа Второго Ватиканского собора, где в конституции от 21 ноября 1964 Марии были даны титулы Advocate, Auxiliatrix, Adjutrix и Mediatrix («Защитница», «Заступница», «Помощница» и «Посредница»), упорядочила богородичные праздники для всей Латинской церкви, установив фиксированные даты торжеств и праздников, посвящённых Марии:

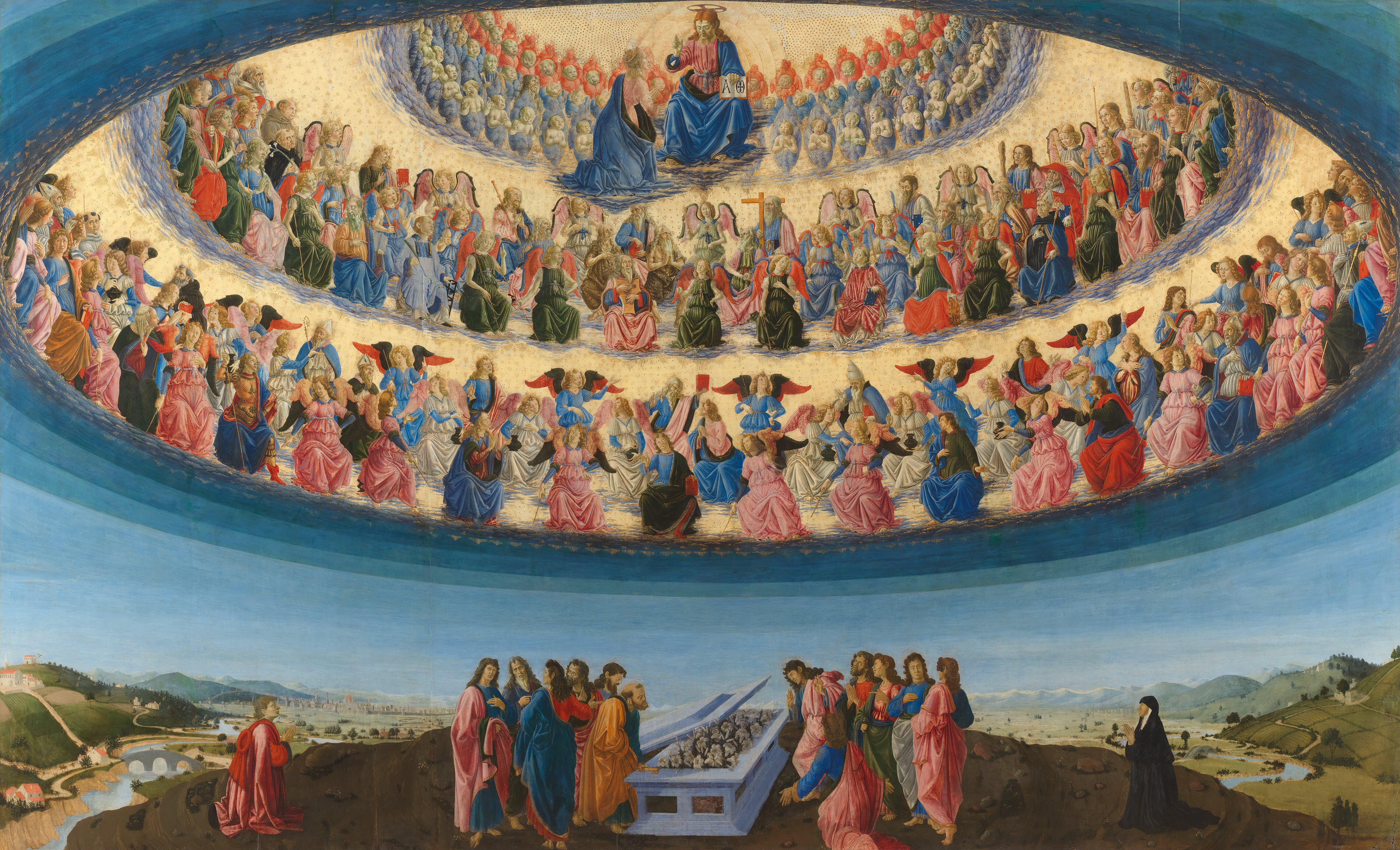
«Вознесение Девы Марии», Франческо Боттичини

- 1 января — Торжество Пресвятой Богородицы;
- 2 февраля — Сретение (Очищение Марии);
- 11 февраля — праздник Девы Марии Лурдской;
- 25 марта — Благовещение;
- 13 мая — праздник Девы Марии Фатимской;
- 31 мая — Посещение Марией Елизаветы;
- 15 августа — Успение (Вознесение Девы Марии);
- 8 сентября — Рождество Пресвятой Богородицы;
- 15 сентября — день Девы Марии Скорбящей;
- 7 октября — праздник Девы Марии Розария;
- 21 ноября — Введение во храм;
- 8 декабря — Непорочное зачатие Девы Марии;
- 12 декабря — праздник Девы Марии Гваделупской.

Также в традиции Латинской церкви начиная с реформы Алкуина существует обычай посвящения Марии субботы. Этот обычай быстро распространился по всей Западной Европе и сохранился до наших дней. Непорочное Сердце Марии почитается на тринадцатый день после праздника Троицы, а также по первым субботам каждого месяца. Марии посвящены также месяцы май и октябрь. Первое свидетельство посвящения мая есть в «Кантиках» короля Альфонса X Мудрого.

#### Мощи и контактные реликвии
К числу мощей Богородицы относятся волосы Богородицы и молоко Богородицы. В своей книге «Трактат о реликвиях» Жан Кальвин сообщает, что волосы Богоматери были в церкви святой Марии над Минервой в Риме, в Сан-Сальвадоре в Испании, в Маконе, в Клюни, в Ноэре, в Сен-Флуре, в церкви Сен-Жак-ла-Бушери и в некоторых других местах. Кальвин в своём сочинении не стал перечислять все места, где находилось молоко Богородицы, написал лишь, что количество таких мест было слишком велико.
К контактным реликвиям Девы Марии относятся: рубашки Богородицы в Шартре и в Ахене; риза Богородицы; пояса Богородицы, обручальное кольцо Богородицы в Перудже, тапочки Богородицы в церкви Сен-Жак-ла-Бушери; головные уборы Богородицы в аббатстве Сен-Максимине, в Трире и в Лизио, в Италии; налобная повязка Богородицы в Булонь-сюр-Мере; расчески Богородицы в церкви Сен-Мартене в Риме и в соборе Святого Иоанна Богослова в Безансоне.
В Италии почитается Святой дом в городе Лорето, который, по преданию, был домом, где жила Дева Мария, и который в XIII веке был перенесён в Италию. С паломничествами в Лорето связано имя Лоретанской литании — самой известной литании, посвящённой Богородице.

#### Чудотворные иконы и статуи

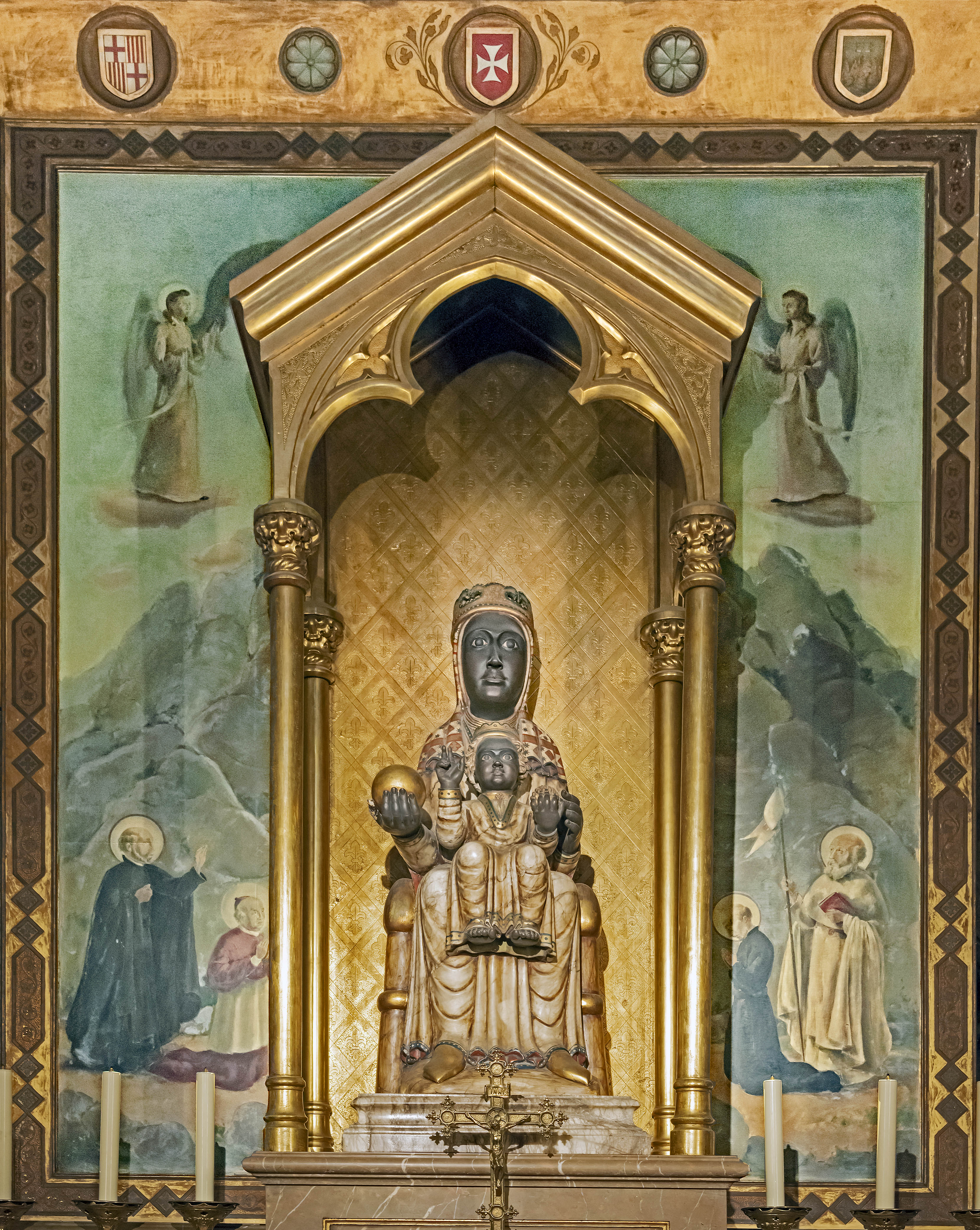
Чудотворная статуя Девы Марии в монастыре Монсеррат

В Восточной Европе среди почитаемых образов выделяются Ченстоховская икона Божией Матери (Ченстохова, Польша) и Остробрамская икона Божией Матери (Вильнюс, Литва). Все эти города служат объектами массовых паломничеств наряду с такими местами, где, считается, были явления Богородицы, как Лурд и Фатима. Известным мексиканским образом является икона Девы Марии Гваделупской (Мехико).
Чудотворные статуи Девы Марии находятся в монастыре Монсеррат (Испания), австрийском Мариацелле, мексиканском городе Халиско.

#### Литургия и гимнография
Древнейшим памятником богослужебного произведения является римское свидетельство 215 г. «Апостольское Предание», в котором содержится текст очень древней «Анафоры пресвитера Ипполита», использовавшейся в Риме. В этой анафоре во время благодарения Мария упоминается дважды как матерь Спасителя. Важным событием для развития почитания Богородицы на Западе был Эфесский собор 431 г. и его постановление о богоматеринстве Марии. Сразу после Собора Папа Сикст III посвятил Марии римскую базилику на Эсквилинском холме. Позже этот храм стал называться «Блаженной Девы Марии Великой».
В латинском обряде, где Мария имеет иную, чем в православии, титулатуру (Regina — «Царица», Stella maris — «Звезда моря» и др.), читаемая в последовании часов евангелическая песнь Марии «Величит душа моя Господа» («Магнификат») с V в. стала венчать вечерню, но особую роль играет знаменитое «Ave Maria». Помимо прочего, антифоны «Hodie» были предписаны для Вознесения и, в позднейшее время, на Непорочное Зачатие. В обновлённом после II Ватиканского Собора богослужении последний антифон был изменён.
Другая ежедневная молитва римского последования часов — это завершающие антифоны, посвящённые Марии. Они возникли в основном в XI и XII в., а в XIII в. стали неизменным завершением всех часов. Со временем они были разделены в зависимости от литургического времени года. Существуют богородичные антифоны Alma Redemptoris Mater («Благая Матерь Искупителя»), Ave Regina coelorum («Радуйся, Царица небес»), Regina coeli («Царица небесная»), Salve Regina («Славься, Царица») и древний антифон Sub tuum praesidium («Под Твою защиту»). В евхаристической литургии Мария почитается прежде всего как давшая Иисусу человеческое тело, что было выражено в средневековом гимне: «Ave verum corpus, natum de Maria Virgine…» («Радуйся истинное Тело, рождённое от Марии Девы…»). 15 августа 1986 г. было издано и провозглашено в Риме «Собрание месс о Пресвятой Деве Марии» (Collectio missarum de Beata Maria Virgine). Эта единственная в своём роде публикация содержала 46 чинопоследований литургии о Марии, в которых даны её разнообразные формы почитания.
Одним из авторитетных и целостно высказывающихся о богослужебном и внебогослужебном почитании Марии документов является пастырская конституция Павла VI Marialis cultus от 2 февраля 1974 года.
Внелитургические формы почитания Марии у католиков включают молитвы «Ангел Господень», «Розарий», «Stabat mater» и так называемую Лоретанскую литанию. У православных — гимн Агни Парфене.

#### Явления
В Католической церкви также почитаются явления Девы Марии — наиболее известные из них:
- 352 — папе Либерию, римскому патрицию Иоанну (Джованни) и его жене о строительстве базилики Санта-Мария-Маджоре в Риме.
- 1214 — святому Доминику со вручением ему розария.
- 1531 — мексиканскому индейцу Хуану Диего Куаухтлатоатцину.
- 1830 — святой Екатерине Лабуре в Париже, в храме на Рю де Бак.
- 1846 — двум молодым пастухам — Мелани Кальва и Максимену Жиро во французском Ла-Салетт.
- 11 февраля 1858 — Бернадетте Субиру в Лурде (Франция). 25 марта были произнесены слова «Я есмь Непорочное зачатие».
- 13 мая — 13 октября 1917 — трём португальским детям в Фатиме.

При этом получившие большой общественный резонанс явления Богородицы во второй половине XX века в испанском Гарабандале и боснийском Меджугорье Католической церковью истинными не признаны, хотя в частном порядке верующим таковыми их считать не возбраняется.

#### Богородица в католической культуре
В Средние века Мария представала на иконах и мозаиках как воинственная, несокрушимая мощь в заступничестве за людей. В католическом мире Богородица под влиянием фольклора и некоторых языческих традиций в раннем и среднем Средневековье являла из себя олицетворение природы, богини матери, первое явление райской, преображённой природы. Отсюда пошла традиция изображать Мадонну среди природы: «Мадонна смирения», где Мадонна сидит на земле среди цветов, «Мадонна на земляничной грядке» и т. д. В легенде о Теофиле, возникшей в XIII веке в Византийской империи, но ставшей особо популярной в Западной Европе, в частности во Франции (горельефы тимпана Нотр-Дам в Париже, драматическое «действо о Теофиле», написанное Рютбёфом), рассказывается о юноше, состоявшем на службе у епископа. Он, устав от тягот жизни, продал свою душу дьяволу и тем самым сделал быструю карьеру, однако раскаялся и обратился за помощью к Марии, которая отобрала расписку Теофила у дьявола. Отсюда пошёл мотив о Марии как о защитнице христиан. На эту тему в 1506 году да Монтерубиано написал картину, на которой изображена Мария, грозящая палицей бесу, который в свою очередь пытается вырвать из-под её покровительства вверенного ей отрока.
Западноевропейская иконопись в годы Средневековья постепенно изменяла стиль изображения Мадонны, в итоге её стали изображать более женственной, трепетно одухотворённой (С. Ботичелли, «Магнификат»). В Италии во время Ренессанса Мадонну наделили чертами античного стоического идеала невозмутимости (А. Мантенья, «Сретение»), пока в Северной Европе на фоне Реформации и протестантизма её приближают и вводят в картинах в традиционную обстановку бюргерства XVI века. Например, на картине Г. Давида Мария кормит младенца с ложечки. Рафаэль придал Мадонне черты античного и христианского элементов. В его шедеврах образ Мадонны строится на балансе земной красоты и величавого целомудрия, уюта и парадности («Мадонна в зелени», «Мадонна в кресле», «Сикстинская Мадонна»). Такой стиль изображения Марии на иконах, фресках, в скульптуре, в мозаике просуществовал в католическом мире вплоть до XIX века.

### Дева Мария в протестантизме
Почитание Девы Марии противоречит основному постулату Реформации — единоспасающей вере, исключающей любых посредников между Богом и человеком, согласно протестантской трактовке фразы из первого послания к Тимофею: «Ибо един Бог, един и посредник между Богом и человеками, человек Христос Иисус, предавший Себя для искупления всех» (1Тим. 2:5-6). Тем не менее Мартин Лютер ещё признавал приснодевство Марии и даже возможность её заступничества перед Богом, а почитание некоторых богородичных праздников сохранялось в лютеранстве вплоть до эпохи Просвещения.
Однако уже Ульрих Цвингли отвергал возможность молитвенного обращения к Богородице, самым же решительным противником её почитания стал Жан Кальвин, считавший его идолослужением, поэтому в швейцарской Реформации оно угасло достаточно быстро.

### Прочие традиции

#### В гностицизме
Некоторые течения гностицизма (например, последователи Керинфа) отрицали приснодевство Марии.

#### В несторианстве
Поскольку, согласно несторианству, рождение от Марии имеет отношение только к человеческой природе Христа, но не к божественной природе, термин «Богородица» в несторианстве считается богословски корректным только с оговорками. Несторий, смягчая резкость выдвинутого им проповедника Анастасия, не предложил термин «человекородица». Но он и не отверг этого термина. Признал его только неполным. Вместо него предложил более полное наименование: Христородица. По Несторию, имя Богородицы неточно, потому что оно порождает мысль, будто само божество Христово получило своё начало от Девы Марии. По Несторию, ту мысль, что Христос и от зачатия был Богом, лучше было бы обозначать словом Богоприимица — θεοδόχος. Ведь и всякая мать рождает только тело, а душа от Бога. Таким образом, и простая мать не душеродица — ψυχοτόκος. Однако за пределами догматических рассуждений, в литургическом словоупотреблении, Несторий термин «Богородица» допускал.

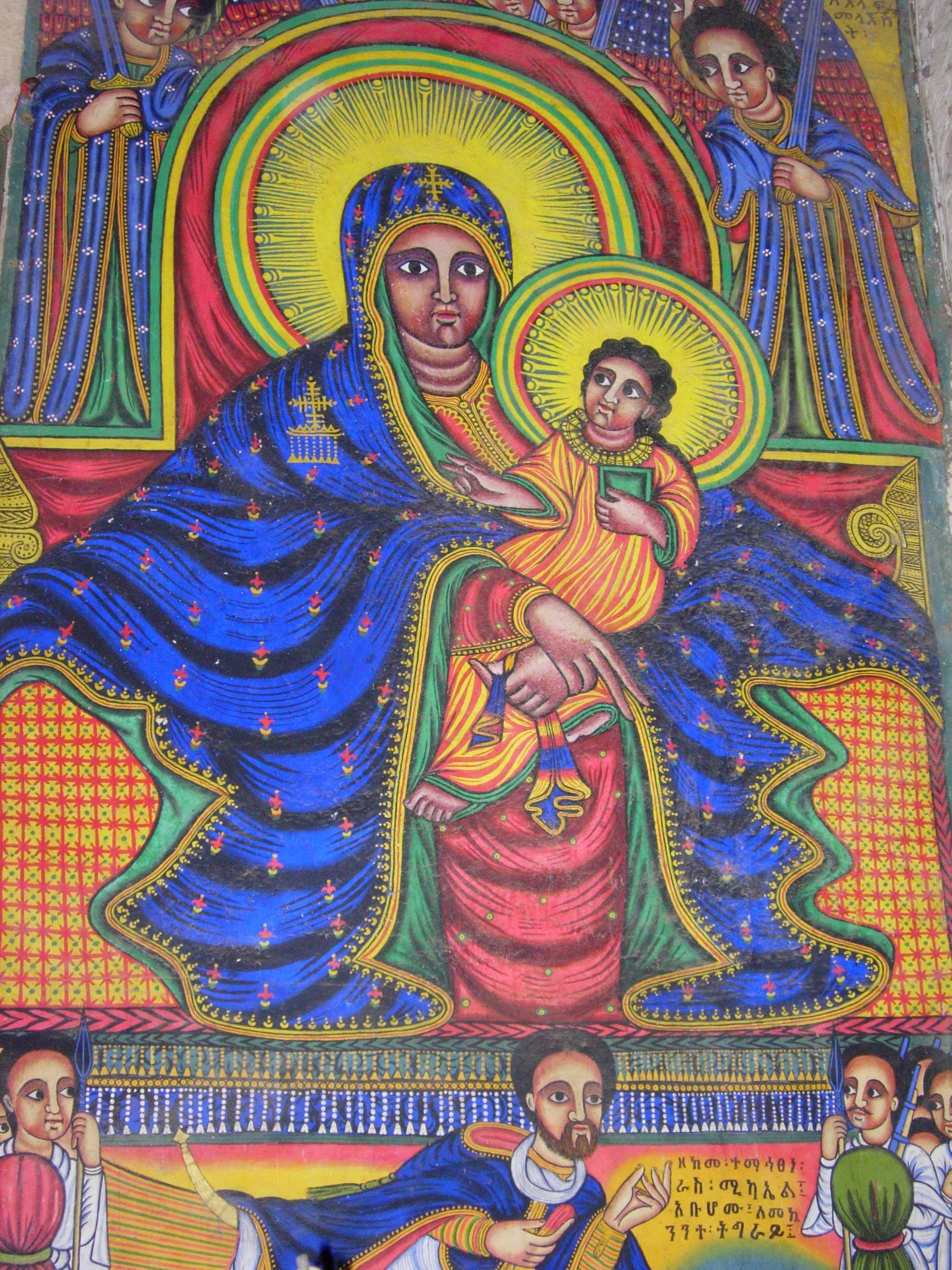
Эфиопская мадонна

#### Сирийская традиция
В литургическом календаре Западно-сирийской церкви особую роль занимает Христос и тайны Церкви и святых, поэтому Богородица почитается в этой тройной перспективе. Древнейшие праздники практически тождественны с праздниками Восточно-сирийской Церкви. В отдельные воскресенья вспоминаются благовещение, посещение святой Елизаветы и благовещение святому Иосифу. Богородичные тексты Западно-сирийской Церкви основаны главным образом на поэзии святого Исаака Сирина и Иакова Серугского. В литургии есть, например, такой текст Иакова Серугского:
«Явилась Отроковица и […] старица, утро и вечер встретились в лобзании. Мария есть утро, несущее Солнце Правды. Елизавета же — вечер, несущий звезду света. Пришло утро и приветствовало вечер, подругу свою, а вечер взволновался, видя, что принял лобзание от утра. Молодая Дева была благоразумна, была смиренна, старица же, едва приняв Её, почтила Её как Мать. И как звезда не могла принять Солнце, то при появлении Его взволновалась и радостно взыграла».
Есть ещё 3 праздника, отмечающиеся как в Западно-сирийской, так и в Восточно-сирийской Церкви. 15 января празднуется день «Владычицы нашей семянной», в которой Богородица сравнивается с «благословенным полем, из которого произрос колос благословения (Христос), насыщающий алчущий мир». 15 мая отмечается праздник «Нашей Владычицы колосьев». В литургии в этот день Богоматерь также сравнивается с полем, дающим «Хлеб жизни». 15 августа справляется соединённое с Успением торжество «Богоматери-покровительницы лозы и винограда», где Богородица отождествляется с «прекрасной лозой, давшей миру божественную гроздь, от Неё же вино напояет вселенную». В этот же день подчёркивается прославление Марии в тайне вознесения и что смерть её была блаженной. По традиции, Богородица была похоронена в Гефсимании между Иерусалимом и Елеонской горой. Торжества сугубо Западно-сирийской Церкви — это два «Праздника поздравлений» с Рождеством Сына, дата которых, правда, такая же, как и в Восточно-сирийской Церкви — 26 декабря, и с его Воскресением. Другой богородичный день справляется 15 июня — тогда вспоминается освящение первого храма в честь Пресвятой Девы, но сирийские литургические календари не уточняют названия этой церкви.

#### Коптская традиция

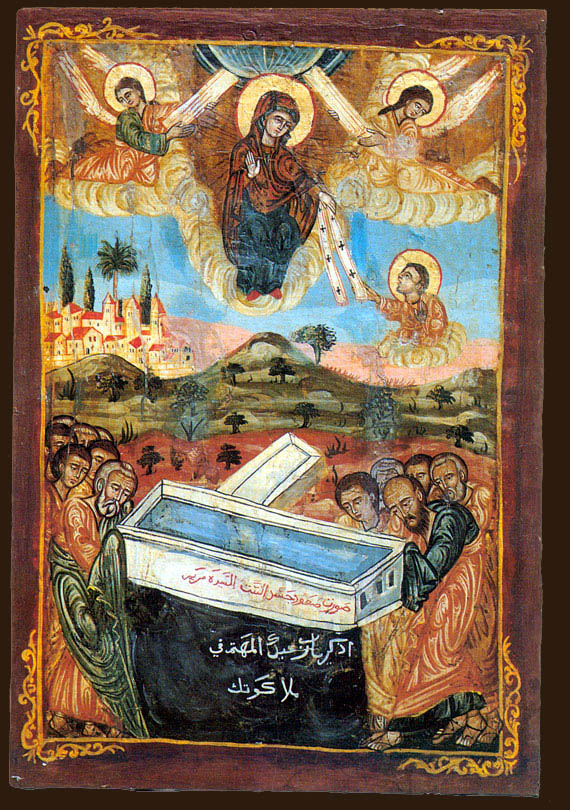
«Успение Богородицы». Коптская икона XIX века

У коптов почитание Марии уходит корнями в позднюю античность. Один из первых храмов в честь Богородицы был построен в Александрии, и особую роль в распространении марианского культа сыграл александрийский патриарх Кирилл в V в. Копты считают, что из всех земель Богородица особенно возлюбила Египет, потому что, по традиции, именно здесь Святое семейство нашло прибежище во время гонения Ирода. Исследователь коптской Церкви Дж. Джамберардини из-за неоднородности коптских богородичных праздников предложил поделить их на 4 группы:
- Праздники освящения церквей Богородицы. Количество этих праздников очень велико, к числу важнейших принадлежат освящения храмов в Филиппии, считающегося первым храмом в честь Марии в мире, в Атрибе (оба — 28 июня), церкви Владычицы нашей Каппадокийской (4 сентября) и в Даир аль-Мухарраке (15 ноября).
- Общие праздники Иисуса и Марии, в том числе Приход Святого семейства в Египет 19 мая.
- Память Успения, празднуемая 21 числа каждого месяца.
- Праздники, общие с другими Восточными церквями.

В то же время среди Восточных церквей Коптская церковь — единственная, где есть особый богородичный месяц — «киак», приходящийся на декабрь.

#### Маронитская традиция
Марониты соединяют образ Марии с библейскими текстами о «горах и кедрах Ливана», а многие ливанские церкви были возведены в честь «Благословенной Девы», тогда как на вершинах некоторых гор видны большие статуи Марии. Среди маронитских праздников выделяются обручение Марии и Иосифа (30 сентября) и праздник Мистической розы (первое воскресенье октября), а самой Марии посвящены 3 месяца — август, май и октябрь. Богоматерь предстаёт как «добрая земля, из которой произросло благословенное древо», «гора, на которой горит Божий огонь», «новый Ноев ковчег», «брачный чертог, в котором поселился Тот, Кого не могут объять небо и земля», «Ковчег Завета», «соль очищенная, которая вкусом своим исправляет человечество, растленное грехом» и так далее.

#### Усвидетелей Иеговы
Свидетели Иеговы веруют, что Мария является матерью Иисуса Христа и что она зачала его непорочно. Поскольку они считают Иисуса Христа Сыном Божьим, но не всемогущим Богом, то они не считают Марию Богородицей. По мнению свидетелей Иеговы, христиане должны молиться только Богу Отцу, но не Марии.

### В исламе

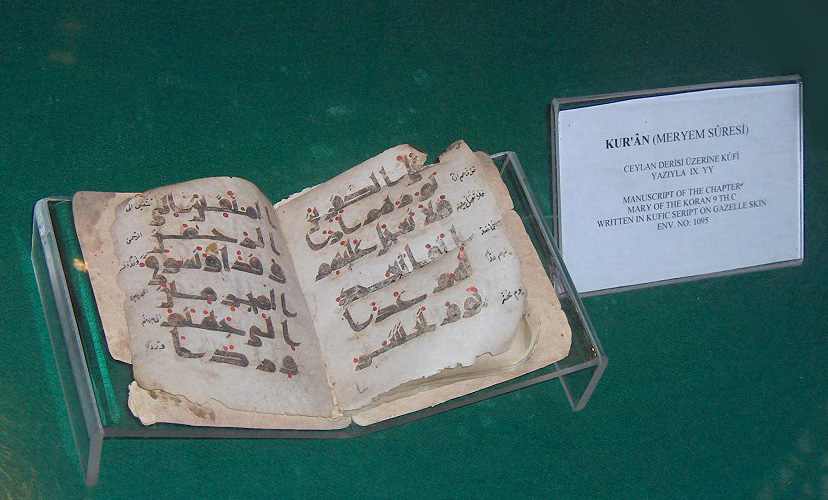
Мусхаф (сура Марьям). Турция, IX столетие

В исламе Мария рассматривается как девственная мать пророка Исы. О ней написано в Коране, в суре Мариам (араб. سورة مريم‎).
Мария, мать Иисуса, упоминается в Коране чаще, чем в Новом Завете. Она занимает почётную позицию среди женщин в Коране. Сура Мариам — единственная сура Корана, названная женским именем. В ней излагается история Марьям (Марии) и Исы (Иисуса) в соответствии с исламским взглядом на него.
Мария — единственная женщина, которая прямо названа по имени в Коране. Вместе с Иисусом она объявлена знамением Бога: «Мы сделали сына Марьям (Марии) и его мать знамением и поселили их в укромном месте на холме, где протекал ручей» (Коран 23:50). О Марьям говорится, что она сберегла целомудрие и была одной из покорных (Коран 66:12).
Подробные описания жизни и качеств Марии находятся в сурах 3 и 19.
В суре 3 говорится, что Аллах избрал Марьям, очистил и возвысил над женщинами миров (Коран 3:42).
Информация в суре 19 практически идентична представленной в Евангелии от Луки. В обоих случаях повествование начинается с описания посещения Захарии ангелом и благой вестью о рождении Яхьи (Иоанна), следующей за упоминанием благовещения.

### В славянской традиции

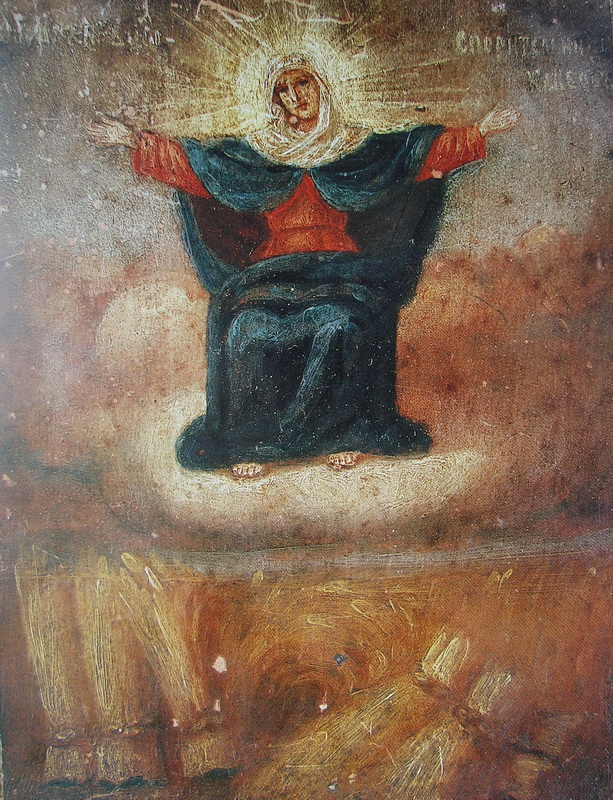
Икона Божией Матери «Спорительница хлебов»

В крестьянской среде культ Богородицы отличался от церковного: был приземлённым и приближённым к повседневной деятельности. Она более отзывчивая и выступает как помощница в трудных ситуациях, защитница от нечистой силы и заступница на небесах. Часто именно к ней крестьяне обращаются в молитвах и заклинаниях. Богородица нередко является персонажем народных легенд, где нередко за основу брался книжный апокриф.

## Богородица в произведениях культуры

### Иконография и символы Богородицы
Внешний вид Богородицы, кроме древнейших изображений, известен по описаниям церковных историков, например Никифора Каллиста, монаха Епифания и других.

#### Православная иконография Богородицы

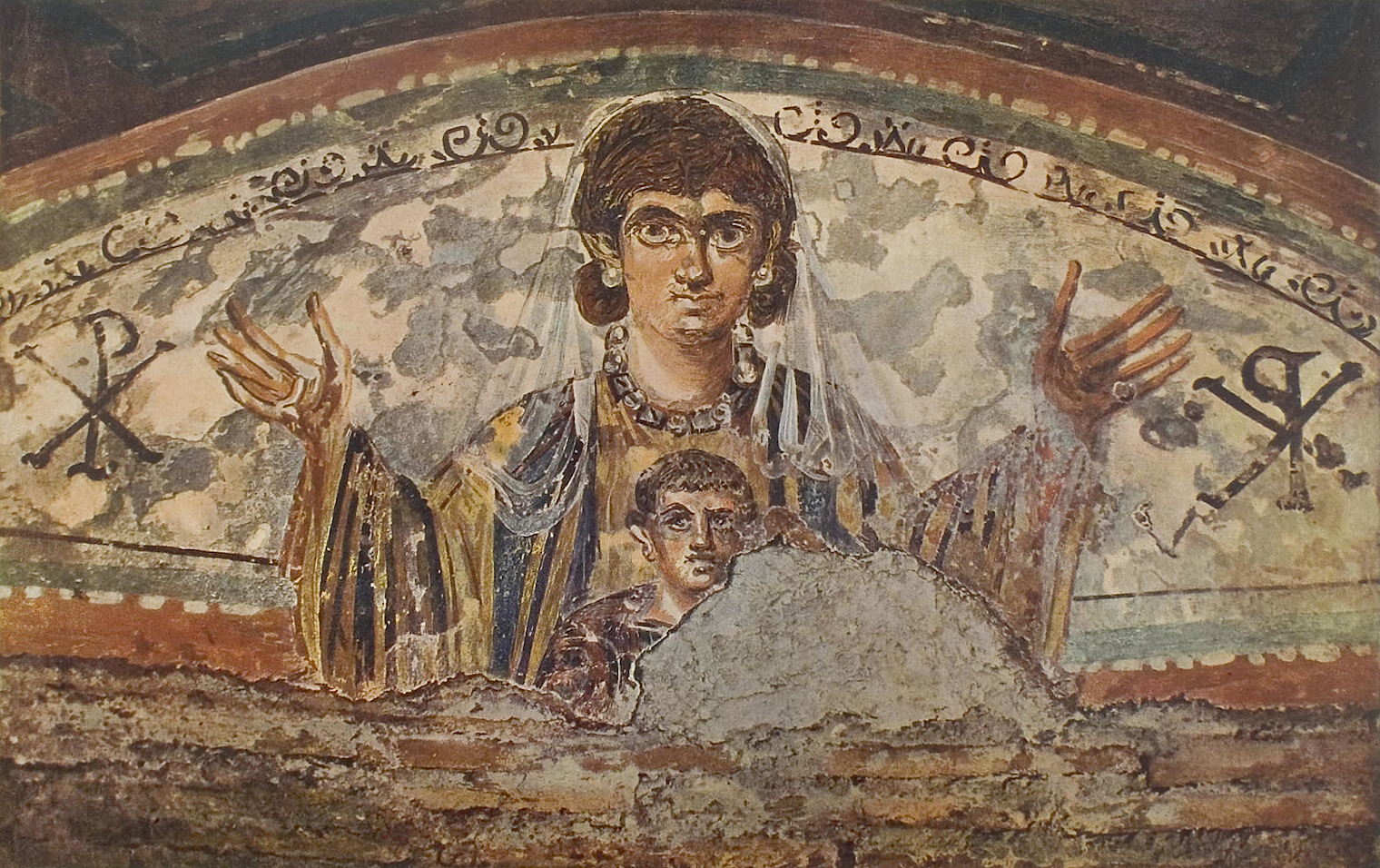
Богородица и Младенец. Настенная роспись из римских катакомб, IV век

В православной традиции Богородица изображается в определённых одеждах: пурпурном мафории (покрывале замужней женщины, закрывающем голову и плечи) и тунике (длинном платье) синего цвета. Мафорий украшают три звезды — на голове и плечах. Надпись на иконе даётся по традиции в греческом сокращении ΜΗΡ ΘΥ или ΜΡ ΘΥ (Матерь Божия).

#### Католическая иконография Богородицы
В западноевропейской живописи традиционный атрибут Марии — белая лилия, символ непорочности.

#### Символы Богородицы

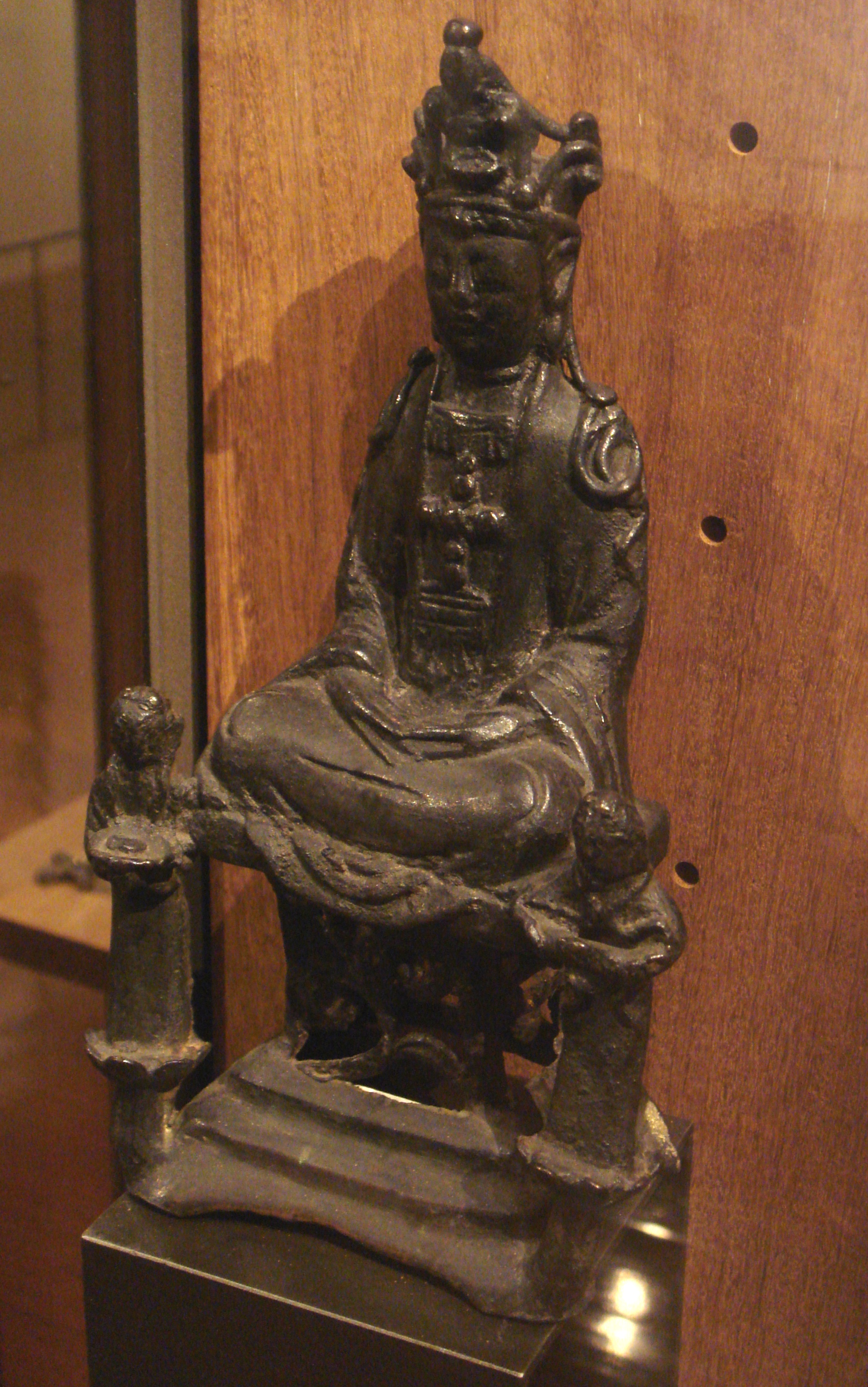
Статуя Девы Марии, изготовленная в виде бодхитсаттвы Авалокитешвары, на груди которой изображён крест. Статуя хранится в Париже в музее миссионерской конгрегации «Парижское общество заграничных миссий»

Метафизическими символами Богородицы считаются лестница Иакова (так как в Богородице соединяются небеса, где пребывает Бог, и земля), неопалимая купина и сосуд с манной, поскольку её сын является «хлебом жизни». Помимо этого, непостижимое присутствие Бога во чреве Богородицы отражают такие символы, как Скиния собрания и руно Гедеона. Аллегорией Богородицы являются также пустыня Фаран и Гора Нерукосечная, упоминаемая в Книге пророка Даниила (Дан. 2:34), от которой без участия человека отделяется камень, рушащий истуканов. Из ветхозаветных прообразов выделяется пророчество Софонии о дщери Сиона.
Святитель Андрей Критский в своём «Слове на Рождество Пресвятой Богородицы» говорит так: «нет ни одного места во всем Богодухновенном Писании, где бы внимательный исследователь не увидел разных, повсюду рассеянных указаний на Божию Матерь». Святитель Григорий Нисский говорил, что уже пророк Моисей в видении неопалимой купины — горевшего, но не сгоравшего куста — «предузнал тайну» будущего материнства и девства Божией Матери (Исх. 3:2). Свт. Андрей Критский в указанном выше творении приводит перечень ветхозаветных прообразов Божией Матери: «Сколь величественными именами Она украшена, и как выразительно во многих местах Писания показана. Так, желая говорить о Ней, оно именует Её Девой, Отроковицей, Пророчицей, далее — Брачным Черто́гом, Домом Божиим, Храмом Святым, Второй Ски́нией, Святой Трапе́зой, Же́ртвенником, Очисти́лищем, Злато́й Кади́льницей, Святым Святых, Херувимом славы, Златой Ста́мной, Ковче́гом Заве́та, Иере́йским Жезлом, Царским Ски́петром, Диади́мой Красоты, Сосудом с миром помазания, Алава́стром, Све́щником, Курением, Светильником, Светильницей, Колесницей, Купино́й, Камнем, Землёй, Раем, Страной, Нивой, Источником, А́гницей…».

### Богородица в музыке
- Ave Maria (музыка) — десятки произведений.
- Ты еси лоза виноградная (груз. შენ ხარ ვენახი). Композитор — царь Грузии Деметре I.
- Дева Мария (лат. Sancta Maria). Композитор — Жан-Батист Фор.
- Ave verum corpus natum. Композитор — Вольфганг Амадей Моцарт.
- О, Пречиста Дева (лат. O Santissima Vergine). Композитор — Л. Гордиджиани (L. Gordigiani).
- Молитва (лат. Prayer). Композитор — Александр Варламов, слова Михаила Лермонтова.
- Молитва. Композитор — Модест Мусоргский, слова Михаила Лермонтова.
- Stabat Mater (Мать скорбящая стояла). Композитор — митрополит Иларион (Алфеев)[78].

### Богородица в светской культуре

#### В живописи

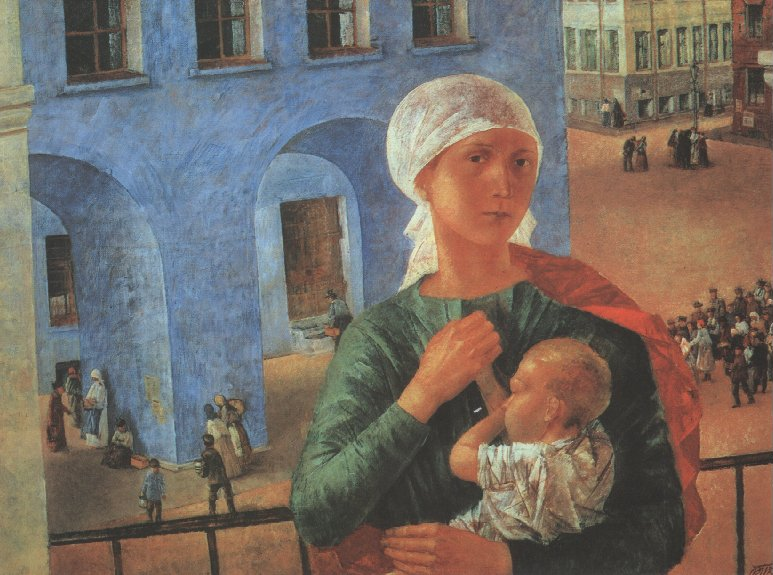
«Петроградская мадонна», Кузьма Петров-Водкин, 1920 г.

Титулование в православном песнопении Марии как «всех стихий земных и небесных освящение», «всех времён года благословение» было подчёркнуто персонажем Достоевского («Богородица — великая мать сыра земля есть»). Но в Новое время, например у Петрова-Водкина, завершилась секуляризация образа Марии.

#### В поэзии
Западная позднесредневековая куртуазная поэзия подчеркнула в Марии образ Прекрасной Дамы. Это нашло отражение в стихотворении А. С. Пушкина «Жил на свете рыцарь бедный»:
Полон верой и любовью,

Верен набожной мечте,

Ave, Mater Dei кровью

Написал он на щите.
М. Ю. Лермонтов в стихотворении «Молитва (Я, Матерь Божия)» охарактеризовал Марию как «тёплую заступницу мира холодного».

#### В скульптуре
- В январе 2013 года в городе Оруро во время ежегодного городского фестиваля состоялось открытие 45-метрового изваяния Девы Марии с младенцем Иисусом на руках. Материалом послужил цемент, железо и стекловолокна. Изготовление статуи заняло четыре года и обошлось в 1,2 миллиона долларов США[79][80].